# الغزو الإسباني لبيتين
كان غزو بيتين هو المرحلة الأخيرة في غزو غواتيمالا، صراع مطول نتيجة الغزو الإسباني لأمريكا. بيتين هي سهل واسع مكون من أراضٍ منخفضة مغطاة بالغابات المطيرة الكثيفة، وهي تشمل منطقة تجمعات مائية مركزية مع العديد من البحيرات وبعض مناطق السافانا. ويعبُر السهل من خلال سلسلة من التلال المنخفضة الكارستية، التي ترتفع إلى الجنوب بالقرب من مرتفعات غواتيمالا. بيتين، وهي منطقة مدرجة الآن في جمهورية غواتيمالا، بلغت ذروتها عام 1679 بعد استيلاء مارتين دي أورثوا على نوخبيتين، المعروفة أيضًا باسم تاياسال، عاصمة مملكة الإيتزا. وبهزيمة إيتزا، خضع آخر معقل مستقل وغير منهزم للمايا في أمريكا الوسطى للغزاة الأوروبيين.
قبل الغزو، كانت تحتوي بيتين على عدد كبير من السكان، يتكون من شعوب المايا المختلفة، وخاصة حول البحيرات الوسطى وعلى طول الأنهار. تم تقسيم بيتين إلى زعامات مختلفة من المايا المُشاركة في شبكة معقدة من التحالفات والعداوات. وكانت أهم المجموعات المتمركزة حول البحيرات المركزية هم الإيتزا ويالين وكووه. ومن المجموعات الأخرى التي كانت تقع أراضيها في بيتين: الكيخاتشيس وأكالاس وتشوليس دي لاكاندون وتشوكموس وتشيناميتاس وإيكايتشس وتشوليس ديل مانتشي.
كان إرنان كورتيس أول أوروبي يقوم بغزو بيتين، بقيادة حملة لا يستهان بها والتي عبرت الأراضي من الشمال إلى الجنوب عام 1525. وفي النصف الأول من القرن السادس عشر، أنشأت إسبانيا مستعمرات مجاورة لبيتين في يوكاتان[ ؟ ] شمالًا وغواتيمالا جنوبًا. منذ عام 1596 فصاعدًا، بدأ المبشرون الإسبان في وضع الأسس لتوسيع الإدارة الاستعمارية في الطرف الجنوبي لبيتين، ولكن لم يكن هناك أي تدخلات إسبانية أخرى في وسط بيتين حتى عامي 1918 و1919، عندما وصل المبشرون إلى العاصمة إيتزا، بعد السفر من العاصمة الاستعمارية الإسبانية ميريدا في ولاية يوكاتان.
في عام 1622، وصلت حملة عسكرية إلى يوكاتان بقيادة القائد فرانسيسكو دي ميرونس ويرافقه الراهب الفرانسيسكانو دييغو ديلغادو، وأصبحت هذه الحملة كارثة على الإسبان؛ الذين ذبحوا بواسطة شعب الإيتزا. عام 1628، وضِعت تسول دي مانتشي في الجنوب تحت إدارة الحاكم الاستعماري في بيراباث، كجزء من القيادة العامة لغواتيمالا. بعد خمس سنوات، في عام 1733، تمردت تشول دي مانتشي ضد الحكم الإسباني ولكن بدون جدوى. في 1695، تم إرسال حملة عسكرية أخرى، ولكن هذه المرة من غواتيمالا، نحو بحيرة بيتين إيتزا. وتبَعها المبشرين القادمين من ميريدا عام 1696. وفي عام 1697، خرجت الحملة الخاصة بقيادة مارتين دي أورثوا من يوكاتان والتي أسفرت عن الهزيمة النهائية للممالك المستقلة في وسط بيتين، ودمجها في الإمبراطورية الإسبانية.

## الجغرافيا

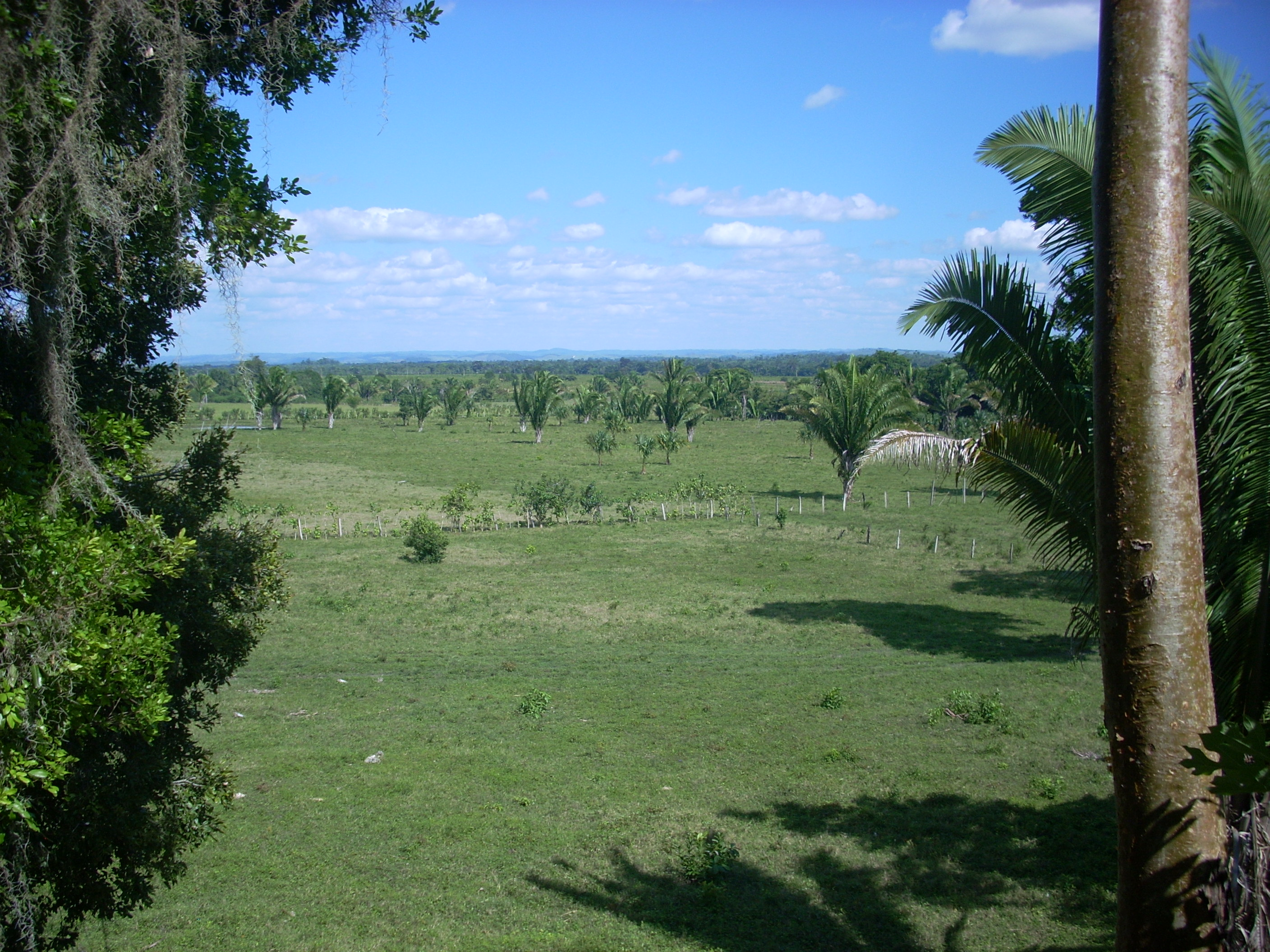
حشائش السافانا ببيتين.

يقع القسم الحالي من بيتين في شمال غواتيمالا. يحده من الغرب المكسيك تشياباس، ولا تزال هذه الحدود إلى حد كبير متمثلة في نهر أوسوماسينتا. يحد بيتين شمالًا من قبل الدولة المكسيكية كامبيتشي ويحدها غربًا الدولة المكسيكية تاباسكو، وفي الشرق يحدها بليز وفي الجنوب بعض من أقسام غواتيمالا في ألتا بيراباث وإيثابال.
تتكون الأراضي المنخفضة لبيتين من سهل ذي أشجار كثيفة، مع التضاريس الكارستية المنخفضة. تتخلل المنطقة بعض التلال المنخفضة ذات الحجر الجيري المتكون في حقب الحياة الحديثة ما بين الغرب والشرق، وتتميز بمجموعة متنوعة من الترب وأنواع من الغابات؛ وتتكون مصادر المياه عمومًا من الأنهار الصغيرة والمستنقعات الموسمية المعروفة باسم المنخفضة. هناك سلسلة من البحيرات وعددها أربعة عشر تعبر وسط حوض بيتين؛ وتترابط بعض هذه البحيرات خلال موسم الأمطار. تبلغ مساحة هذا الحوض حوالي مائة كيلومتر من الشرق– الغرب وثلاثين كيلو مترًا في الاتجاه بين الشمال– الجنوب. بحيرة بيتين إيتزا هي أكبر بحيرة، وتقع بالقرب من مصرف وسط الحوض. وتمتد السافانا الواسعة جنوب البحيرات المركزية؛ السافانا ذات ارتفاع متوسط حوالي مائة وخمسين مترًا، ومع وجودها على القمم الكارستية يصل طولها لمتوسط ثلاثمائة مترًا. تمتاز السافانا بالتربة الطينية الحمراء ولكنها فقيرة للغاية للحفاظ على الزراعة الكثيفة، والذي أدى إلى احتلال منخفض نسبيًا من قبل السكان في فترة ما قبل كولومبوس[ ؟ ]. تحيط بها التلال مع المنحدرات الجنوبية الحادة بشكل غير معتاد، فيما تُعد المداخل الشمالية أكثر ليونة؛ تٌغطى التلال بالغابات الاستوائية الكثيفة. وإلى شمال منطقة البحيرات تُصبح أكثر تواترًا، حيث تتخللها الغابات. في الطرف الشمالي من حوض بيتين، هناك منطقة الميرادور وهي منطقة أخرى ذات صرف داخلي. وفي جنوب بيتين، يصل ارتفاع الهضبة إلى حوالي خمسمائة مترًا كما ترتفع أكثر في اتجاه مرتفعات غواتيمالا وتحتوي على الصخور المتحولة التي يرجع تاريخها إلى حقب الحياة القديمة.

### المناخ
ينقسم مناخ بيتين إلى موسم الجفاف وموسم الأمطار والذي يستمر من يونيو إلى ديسمبر، على الرغم من أنه لم يتم تحديد هذه المواسم بشكل واضح في منطقة الجنوب. يكتسب المناخ الاستوائي في الجنوب تدريجيًا طابع المناخ شبه الاستوائي في الشمال؛ حيث تكون درجة الحرارة ما بين 12 و40، على الرغم من أنها لا تنخفض عادة أقل من 18 مئوية. يتراوح متوسط درجات الحرارة من 24.3 مئوية في جنوب شرق البلاد وحول بوبتون، وتصل إلى 26.9 مئوية في واكساكتون بشمال شرق البلاد.
تتراوح درجات الحرارة العظمى ما بين أبريل ويونيو، في حين أن يناير هو الشهر الأكثر برودة؛ تواجه كل منطقة بيتين فترة من الجفاف والحرارة في أواخر أغسطس. يكون هطول الأمطار السنوي المرتفع والمتوسط 1198 ملم في الشمال الشرقي و2007 ملم في وسط بيتين ومنطقة فلوريس (نوخبيتين).
يشهد أقصى الجنوب الشرقي من بيتين أكبر التغيرات في درجة الحرارة وهطول الأمطار والتي يمكن أن تصل إلى 3000 ملم سنويًا.

## بيتين ما قبل الغزو
نشئت أول مدن المايا الكبيرة في بيتين في عصر ما قبل الكلاسيكية الأوسط (350 ق.م – 600 ميلاديًا)، وتحولت هذه المنطقة لتُصبح مركز حضارة المايا القديمة خلال فترة الكلاسيكية (250 – 900 ميلاديًا). سقطت المدن الكبيرة، والتي سيطرت على بيتين تحت الأنقاض في بداية انهيار المايا، بداية القرن العاشر ميلاديًا. أصبح للمايا وجود كبير في المنطقة خلال ما بعد الكلاسيكية، بعد التخلي عن المدن الكبيرة في فترة الكلاسيكية. ويتركز السكان بالقرب من مصادر المياه الأساسية. على الرغم من ذلك، لا يوجد معلومات كافية لتحديد العدد الصحيح للسكان في لحظة الاتصال مع الأوروبيين، وتُشير التقارير الإسبانية إلى وجود هام للمايا في بيتين، وخصوصًا حول البحيرات الوسطى وعلى طول الأنهار.

خريطة السهول الشمالية من غواتيمالا في وقت الاتصال مع الإسبان.

قبل هزيمتها عام 1697، كانت مملكة الأيتزا تُسيطر أو تُؤثر على أغلبية بيتين وبعض الأجزاء من بليز. كان شعب الأيتزا شعبًا محاربًا ذات مهارة عالية في الدفاع عن النفس وأعجبت بهم الممالك المجاورة وأعدائهم من الإسبان. كانت عاصمتهم هي نوخبيتين، وهي مدينة بُنيت على جزيرة في بحيرة بيتين أيتزا، والتي تحولت بعد ذلك إلى مدينة حديثة تُدعى فلوريس، تقع العاصمة الإدارية الحالية لبيتين في غواتيمالا. كان شعب تشيتشين إيتزا يتحدث بمجموعة متنوعة من اللغات اليوكاتيكة التابعة للمايا.
تُعد كووه ثاني أهم مملكة في بيتين، وكانت تقع شرق مكان تواجد شعب الإيتزا، حول البحيرات الشرقية مثل سالبيتين وماكنتشي وياكساها وساكناب. من غير المعروف التمدد الإقليمي للجماعات العرقية الأخرى التي تواجدت في المنطقة ولا التكوين السياسي أيضًا؛ بما فيها شعوب التشيناميتا وكيخاتشي إيكايتشي وكووه ولاكاندون وموبان وكووه دي مانتشي ويالاين.
ظهر شعب اليالاين جنبًا إلى جنب مع الإيتزا وكووه، وقد شكلوا واحدة من الكيانات السياسية المُهيمنة على بيتين خلال عصر ما بعد الكلاسيكية. عندما وصلت يالاين بأراضيها إلى أقصى حد لها، امتدت من الشاطئ الشرقي لبحيرة بيتين إيتزا إلى تيبوخ في بليز. في القرن السابع عشر، وجِدت عاصمة يالاين في المكان الذي يحمل نفس الاسم على الشاطئ الشمالي لبحيرة ماكانتشي. في اللحظة التي حدث بها الاتصال الإسباني، كانت يالاين في تحالف مع الإيتزا، وهو التحالف الذي تم تعزيزه بواسطة الزيجات بين نخبة كلا الشعبين.
في نهاية القرن السابع عشر، وثقت السجلات الاستعمارية الإسبانية وجود القتال بين جماعات المايا في منطقة البحيرات، كما توغل الكووه في الأراضي السابقة لليالاين، بما في ذلك زاكبيتين على شاطئ بحيرة ماكنتشي وأيكسلو على شاطئ بحيرة سالبيتين.
احتل شعب الكيخاتشي أراضي شمال الإيتزا، بين منطقة البحيرات والتي هي الآن كامبيتشي. وفي الغرب، سكن شعب الأكالان، وهم يتحدثون بلغة المايا تشونتال، حيث كانت عاصمتهم تقع جنوب ولاية كامبيتشي الحالية. أما شعب الأكاندونوس، والذي يتحدث لغة التشولانا، (لا يجب الخلط بينهم وبين السكان الحاليين لتشياباس والذين يحملون نفس الاسم)، فقد سيطروا على الأراضي الموجودة على طول روافد نهر أوسوماسينتا الذي يغطي جنوب غرب بيتين في غواتيمالا وتشياباس الشرقية. يُعرف شعب الأكاندونوس عند الإسبان بأنهم محاربون شرسون.
أما شعب التشولوس فهم مجموعة أخرى ممن يتحدثون بلغة تشولانا؛ عاشوا في أراضي بعيدة في غابة شرق شعب لاكاندونوس. لم يتم غزو تشولوس قبلًا، كما نجوا من المحاولات الإسبانية المستمرة لتحديد موقعهم؛ على الرغم من أن وجهتهم النهائية غير معروفة، قد يكونوا أجداد شعب الأكاندونوس الحاليين. تقع أراضي التشولوس ديل مانتشي في الطرف الجنوبي من بيتين الحالية. أما أراضي مانتشي فتقع في جنوب غرب موبان.

## خلفيات الغزو
في عام 1492، اكتشف كريستوفر كولومبوس أمريكا[ ؟ ] من أجل التاج الإسباني. لاحقًا، دخل المغامرون الخاصون في محاولات مع التاج الإسباني لغزو الأراضي المُكتشفة حديثًا في مقابل تحصيل الضرائب والسيطرة عليها. في العقود الأولى بعد هذا الاكتشاف، قام الإسبان باستعمار منطقة البحر الكاريبي وإنشاء مركز عمليات في جزيرة كوبا الحالية. بعد سماع الشائعات التي تحدثت على ثروة إمبراطورية الأزتيك التي امتدت عبر القارة، في غرب الجزيرة، خرج إرنان كورتيس عام 1519 بصحبة أحد عشرة سفينة لاكتشاف السواحل المكسيكية. في أغسطس 1521، سقطت عاصمة الأزتيك تينوختيتلان في أيدي الإسبان. وفي أقل من ثلاث سنوات لاحقًا، استطاع الإسبان غزو جزء كبير من المكسيك، ممتدة حملاتهم من الجنوب إلى برزخ تيهوانتبيك. تحولت الأرض المحتلة حديثًا إلى إسبانيا جديدة، يتم إدارتها من قبل نائب، والذي يستجيب فقط لملك إسبانيا عن طريق مجلس جزر الهند.
تلقى إرنان كورتيس تقاريرًا عن وجود أراضي غنية مأهولة بالسكان في الجنوب وأرسل بيدرو دي ألفارادو على رأس جيش للاستيلاء على ممالك أمريكا الوسطى من سييرا دي مادري في غواتيمالا إلى سهل المحيط الهادي؛ استمر إنشاء مستعمرة إسبانية في غواتيمالا منذ 1524 وحتى 1541. اتخذت الشارة العامة لغواتيمالا من سانتياغو دي لوس كاباييروس دي غواتيمالا عاصمة لها، تُدعي حاليًا انتيجوا غواتيمالا، وتُغطي مساحة من الأراضي شملت الولاية المكسيكية الحالية تشياباس، وكذلك السلفادور والهندوراس وكوستاريكا. فرض الإسبان الحكم الاستعماري على يوكاتان[ ؟ ] ما بين 1527 و1546، وبيراباث من القرن السادس عشر إلى القرن السابع عشر؛ فيما ظلت بيتين وجزء كبير من بليز مستقلتين بعد فترة طويلة من استسلام الشعوب المحيطة بهم.

## الاُثر الديموغرافي للغزو
في عام 1520، وصل جندي إسباني إلى المكسيك حاملًا مرض الجدري. ونتيجة لذلك، أثرت الأوبئة المدمرة على السكان الأصليين لأمريكا. كانت للأمراض الأوروبية تأثيرًا خطيرًا على شعوب المايا المختلفة في بيتين. تُشير التقديرات إلى أنه في بداية القرن السادس عشر كان يبلغ عدد سكان غرب بيتين حوالي ثلاثين آلفًا من شعوب تشولس وتشوليتس التابعين للمايا. بين 1559 و1721، كانت قد هلكت تلك الأعداد بسبب آثار الأمراض المدمرة والحرب والتهجير القسري.
عندما سقطت نوخبيتين عام 1696، كان عدد سكانها حوالي ستين آلفًا من المايا يعيشون حول بحيرة بيتين إيتزا، بما في ذلك عدد كبير من اللاجئين من مناطق أخرى. وتُشير التقديرات إلى أن ثمانية وثمانين في المئة من السكان لاقوا حتفهم خلال العقد الأول من وجود الحكومة الإسبانية الاستعمارية بسبب الأوبئة والحروب. وعلى الرغم من أن تلك الأمراض كانت هي المسئولة عن معظم الوفيات، إلا أن الاقتتال بين جماعات المايا المتنافسة والحملات العسكرية الإسبانية كان له تأثيرًا كبيرًا.

## التسليح والدفاع (الأسلحة والدروع)
|                                    |  |                                      |
| مدفع إسباني يعود للقرن السابع عشر. |  | بندقية فرنسية تعود للقرن السابع عشر. |

لجأ الغزاة إلى ارتداء الدروع الفولاذية والخوذات. ومع ذلك، لم تكن أسلحة المايا بالقوة الكافية لتبرير جلب مدرعات أوروبية. كانت دروع المايا مصنوعة من القطن المبطن وعلى الرغم من كونها غير مريحة إلا أنها كانت مرنة وخفيفة الوزن، ولذلك اعتمد الإسبان عليها بدلًا من خاصتهم، وكانوا يرتدون أثوابًا من القطن المبطن حتى الركبة، ويرتدون معها قبعات ذات طراز إسباني. وارتدي الإسبان حامية طويلة للساق من القطن المبطن وكانت الخيول محمية أيضًا بدرع من نفس المادة. ذكرت السجلات الإسبانية أنه خلال الحملة الأخيرة في بحيرات بيتين إيتزا قد تم استخدام أكثر من خمسين بندقية هولندية وفرنسية الصنع وثلاث مدافع والتي تم شحنها على عربات عمال بناء مناجم الحجر ومدفعين من الحديد ذات فتحتين واثنان من البرونز وستة مدافع برونزية خفيفة، والمعروفة باسم يليث.

### أسلحة السكان الأصليين
وفقًا لرواية الإسبان، كانت أسلحة الحرب عند المايا في بيتين مكونة من الأقواس والسهام والعصي، والحراب الدقيقة فقد كانوا ماهرين بإطلاق النار والتصويب فكانت الحراب والسهام ذات رؤوس من حجر الصوان واستخدموا السيوف المعروفة باسم هادزاب، مصنوعة من الخشب الصلب مع شفرات من حجر السيج بداخله؛ كانت تلك الأسلحة مشابهه لأسلحة قبائل الماكواهوتيل الأزتيك. كانت تحتوي على محور من الخشب الرقيق والواسع بشفرات من حجر السيج أو الصوان حيث كانت جزءًا لا يتجزأ من الأخاديد في جواف الخشب. كان الرمح بطول يصل إلى ثمانين سنتيمترًا يُصنع من الخشب الصلب والداكن من شجرة صغيرة تعرف باسم أبوبلانسيا بانيكولاتا من قبل شعب المايا. أما بالنسبة للقوس[ ؟ ] والذي تم استخدامه من قبل المايا، فقد كان طويل في طول رجل بالغ ومنحوت من نفس الخشب من شجرة هادزاب، مربوط بحبل من ألياف السيزال. كانت السهام مصنوعة من القصب[ ؟ ]، مع رؤوس من الصوان[ ؟ ] أو عظام الاسنان أو عظام السمك، وتُغطى بريش الطيور.
في القتال وجهًا لوجه، استخدم المايا الخناجر ذات العشرين سم من الصوان أو شفرات السيج ومقبض خشبي من شجر التشولول. كان يتم صقل رماح المايا، والمعروفة باسم نابتي، بواسطة النار وأحيانًا قطعة من الحجر الحاد. تم استخدام الرماح في الطلاء والقًطع، وأيضًا للصيد. استخدم المايا الرماح من مختلف الأحجام منها الصغيرة؛ والتي كانت تُستخدم كالقذائف وتُعد شبيهه في الحجم لتلك التي استخدمها الإسبان.
ارتدى المحاربون المميزون الدروع القتالية في النزال. كان يتم تغطية الجزء العلوي من الجسم بسترة قصيرة مليئة بالملح الصخري، فيما كان يتم حماية الساعدين والساقين بضمادات من النسيج الضيق أو الجلد. كانت الدروع القطنية المليئة بالملح قوية بما يكفي لمنع اختراق السهام لأجسادهم. كان من الممكن أن تُزين الدروع ببعض الأوسمة ولكن غالبًا ما كان يتم تزيينها بالريش. كان المحاربون العاديون لا يرتدون الدروع؛ في العادة كانوا يرتدون فقط مئزر صغير مُطلي بطلاء الحرب. ارتدى المحاربون اقنعة مصنوعة من اثنين من القضبان الخشبية في زوايا قائمة مُغطاة بجلد الأيل.

## الاستراتيجيات والخطط
كان الإسبان مدركين تمامًا أن مملكة تشيتشين إيتزا قد أصبحت مركز المقاومة ضد الاستعمار، فطبقوا سياسة الحصار، وقطعوا الطرق التجارية الخاصة بالإيتزا لما يقرب من 100 عام. ظل الإيتزا ثابتين على مقاومتهم ضد التدخل الإسباني وقاموا بتجنيد حلفاء ضدهم من القري المجاورة. اتبع الإسبان إستراتيجية التركيز على المستوطنات الاستعمارية المُستسلِمة لهم حديثًا والمعروفة أيضًا باسم تجمعات السكان الأصليين. اضطر السكان الأصليون الذين قاوموا في هذه المستوطنات إلى أن يفروا إلى المناطق التي يصعب الوصول إليها في الغابة، أو انضموا إلى قري المايا المجاورة التي لم يتم غزوها من الإسبان، أما أولئك الذين بقوا في التجمعات كانوا في كثير من الأحيان ضحايا للأمراض المعدية.
بالإضافة إلى الحملات العسكرية، فقد وقع التاج الملكي الإسباني عقدًا للغزو مع نظام الدومنيكان، الذي أرسل المبشرين في محاولة لتهدئة السكان الأصليين وإقناعهم لقبول الكاثوليكية والسيطرة الإسبانية. نُفذ هذا التكتيك في الجبال المجاورة لبيراباث، من الجنوب، بدعم من التهديد النابع من الحاميات العسكرية الإسبانية المتمركزة في مسافة قريبة، ولكن لم يكن ناجحًا كما هو الحال في المناطق المنخفضة من بيتين، حيث كان يُمكن للمايا أن يختفوا بسهولة في الغابة والتخلي عن المستوطنات. شارك الرهبان الفرانسيسكان أيضًا في الجهود السلمية عمومًا، لدمج المايا في الإمبراطورية الإسبانية من خلال تحويل قادة السكان الأصليين إلى المسيحية؛ ومع ذلك، بشكل روتيني اعتنقوا ممارسة العنف التبشيري؛ بما في ذلك العقاب البدني ودافعوا عن فكرة الحرب المقدسة ضد غير المسيحيين.
في كثير من الحالات، اعتنق المايا المسيحية في ظل وجود المبشرين، وارتَدوا على الفور بمجرد مغادرة الرهبان. في غواتيمالا، وفي أواخر القرن السابع عشر، قال الراهب الفرانسيسكان فرانسيس دي أسيس باسكيز دي هيريرا بأن الحرب ضد المرتدين كانت لزامًا عليهم. كان الاختراق التبشيري في بيتين لا يخلو من المخاطر وتم قتل العديد من المبشرين من قبل الهنود في المنطقة.
كان المايا المستقلون يهاجمون مستوطنات المايا المسيحيين بشكل مستمر، لحثهم على ترك دينهم الجديد ومقاومة الإسبان. ومع ازدياد وتيرة الحملات العسكرية الإسبانية التي شُنت ضد المايا، بدأت المجتمعات المستقلة للمايا بطلب حضور المبشرين لتجنب الصراع المسلح. حاول الإيتزا استخدام مجموعات المايا المجاورة مثل يالاين كمنطقة عازلة ضد الغزو الإسباني. كما أنها حرضت الجماعات المُستسلِمة للتمرد ضد الإمبراطورية الإسبانية. تم تقسيم المحاولات الإسبانية لاختراق المنطقة بين السلطات الاستعمارية في جزيرة يوكاتان شمالًا، ومثلها في غواتيمالا جنوبًا، وفي بعض الأحيان اتبع الإيتزا النهج السلمي على جبهة واحدة فقط في حين استمر القتال على الجبهة الأخرى.

## كورتيس في بيتين

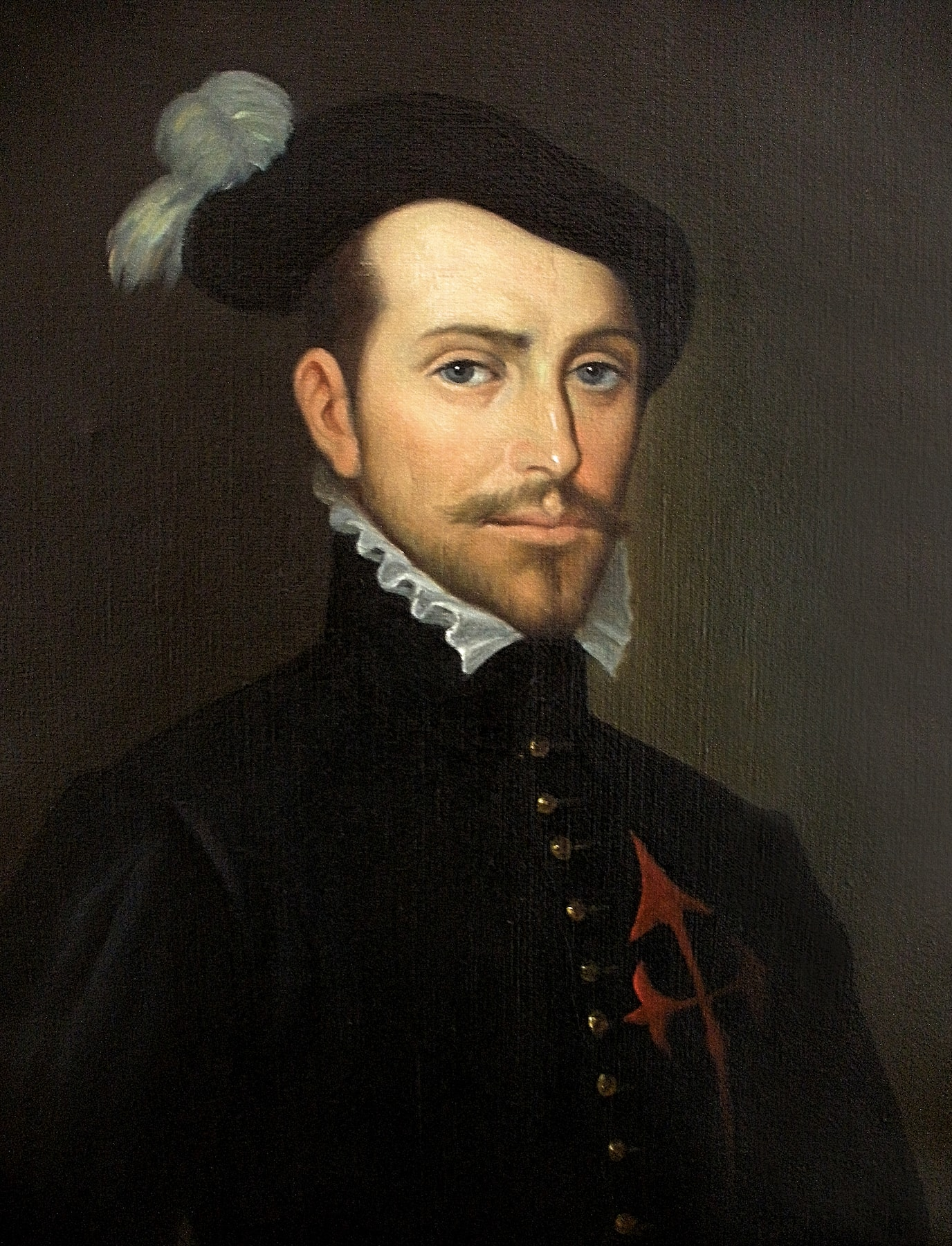
إرنان كورتيس، قائد الغزو الإسباني للازتيك، عبر إلى بيتين في القرن السادس عشر.

في عام 1525، بعد غزو إمبراطورية الأزتيك، قاد إرنان كورتيس رحلة استكشافية برًا إلى هندوراس، وعبر مملكة الإيتزا، والتي تقع الآن في إدارة بيتين بغواتيمالا. كان يهدف إلى قمع التمرد الذي فام به كريستوفر دي أوليدا، والذي تم إرساله لغزو الهندوراس إلا أنه أعلن استقلاله بهذا الإقليم عقب وصوله. تكونت بعثة إرنان كورتيس تتكون من مائة وأربعين جنديًا إسبانيًا، كان ثلاثة وتسعون منهم يمتطون الأحصنة وثلاثة آلاف من المحاربين المكسيكيين وأربعمائة خيال، برفقة قطيع من الخنازير والمدفعية والذخائر والإمدادات الأخرى. كما كان يرافقه أيضًا ستمائة ناقلة من المايا شونتال دي أكالان. في 13 مارس 1525، وصلت الحملة إلى الشاطئ الشمالي لبحيرة بيتين إيتزا.
احتفل القساوسة الكاثوليك الذين رافقوا البعثة بالقداس في حضور ماري كان أيك، زعيم الإيتزا، وقيل أنه كان معجبًا جدًا به، حتى أنه تعهد بعبادة الصليب وتدمير أصنامهم. قَبِل كورتيس الدعوة التي وجهها له كان أيك لزيارة نوخبيتين، المعروفة أيضًا باسم تاياسال، عبر كورتيس مع عشرين جنديًا إسبانيًا إلى مدينة المايا، فيما حاصر بقية جيشه البحيرة لمقابلته مرة أخرى على الضفة الجنوبية. وعند رحليه من نوخبيتين، ترك لهم كورتيس صليبًا وحصانًا أعرج؛ عامله الإيتزا وكأنه إله، حاولوا إطعامه اللحم والطيور والدواجن والزهور، ولكنه تٌوفي بعد فترة قصيرة. لم يكن هناك أي تواصل رسمي آخر بين الإسبان والإيتزا حتى وصول الكهنة الفرانسيسكان عام 1618، حيث كان الصليب الذي تركه كورتيس في نوخبيتين ما زال قائمًا على ما يبدو.
وانطلاقًا من البحيرة، واصل كورتيس جنوبًا على طول المنحدرات الغربية لجنوب المايا، رحلة صعبة للغاية من اثنين وثلاثين كيلو مترًا استغرقت اثني عشر يومًا من السفر، حيث فقدوا خلالها حوالي ثلثي خيولهم. وعند وصوله إلى أحد الأنهار هناك، ازداد سقوط الأمطار بغزارة والتي استمرت بالهطول طيلة الرحلة، توجه كورتيس إلى منبع النهر حتى وصل إلى جراثياس أديوس، والذي استغرق يومين لعبوره حيث استمرت خسارته في التصاعد.
في 15 أبريل 1525، وصلت بعثة لمجتمع المايا من تينسيز، برفقة مرشدين محليين، توجه الإسبان لشمال بحيرة إيثابال، حيث تخل عنهم المرشدين وتركوهم ليواجهوا مصيرهم. حيث فُقدت البعثة في التلال وهلك معظمهم حتى عثر عليهم عددًا من شبان المايا وقادوهم إلى مكان آمن. وجد كورتيس قرية على شاطئ بحيرة إيثابال، ربما تشوكولو؛ عبر من خلالها نهر الدولسي حتى وصل إلى نيتو، والتي تقع في خليج أماتيكي، جنبًا إلى جنب مع عشرة من رجاله وانتظر هناك بقية جيشه لإعادة تجميع صفوفهم خلال الأسبوع التالي. بعد ذلك، تم تقليل حجم البعثة إلى بضعة مئات من الرجال. وتمكن كورتيس من الاتصال بالضباط المتمردين الإسبان، الذين أنهوا تمردهم بنفسهم تحت قيادة كريستوفر دي أوليدا. فعاد كورتيس إلى المكسيك عن طريق البحر.

## التمهيد للغزو
منذ عام 1527 فصاعدًا، أصبح الإسبان وعلى نحو متزايد أكثر نشاطًا في شبه جزيرة يوكاتان، وتمكنوا من إنشاء عدد من المستعمرات والبلدات في عام 1544، بما في ذلك كامبيتشي وبلد الوليد، وهي الآن المكسيك. أثر الاستعمار في شمال شبه الجزيرة بما في ذلك الغزو والأمراض الوبائية واستغلال ما يصل إلى خمسين ألفا من المايا كعبيد، مما أدى إلى هجرة العديد من السكان الأصليين جنوبًا للانضمام إلى تشيتشين إيتزا حول بحيرة بيتين، ضمن الحدود الحديثة لغواتيمالا.
منذ أواخر القرن السابع عشر، طور المبشرون الدومنيكان أنشطتهم إلى اللاعنف في كل من بيراباث وجنوب بيتين بنجاح محدود. في القرن السابع عشر، توصل الفرانسيسكان لنتيجة مفاداها أن التهدئة وتحول المايا إلى المسيحية لن يكون مُمكنًا في حين وجود الإيتزا منفصلة ببحيرة بيتين. حرم استمرار تدفق الهاربين الفارين من الأراضي الواقعة تحت الحكم الإسباني لطلب اللجوء إلى تشيتشين النظام الاستعماري من الأيدي العاملة المنظمة.

### البعثات في جنوب بيتين
في عام 1596، دخل أول المبشرين الكاثوليك إلى جنوب بيتين لتحويل شعوب التشول ديل مانتشي والموبان إلى المسيحية. لفترة زمنية طويلة، كان لدى شعب الكيكتشييز من بيراباث علاقات وثيقة مع شعب التشوليس ديل مانتشي. كانت مدن المايا المُستعمرة في كوبان وكاهابون في بيراباث العليا تبيع الريش والكوبال والفلفل والقطن والملح والأدوات الحديدية المُصنعة في إسبانيا إلى جيرانهم من شعوب اللاكاندون والتشول ديل مانتشي في الأراضي المنخفضة في مقابل الكاكاو والأشيوت. فر العديد من أفراد شعب الكيكتشييز من الحكم الإسباني في بيراباث للاحتماء بين شعوب اللاكاندون والتشول ديل مانتشي. عزز هؤلاء الهاربون العلاقة بين المايا المُستقلين والمايا المُحتُلين من قبل الإسبان في بيراباث. أدى التدفق المستمر لسكان المايا بين منطقة البيراباث المُستعمرين والمنطقة المُستقلة في جنوب بيتين إلى عملية التوفيق بين المُعتقدات الدينية التي فشلت السلطات الإسبانية في وقفها. ومع ذلك، لم تمنع هذه الروابط الإسبان من استخدام الكيكتشييز لغزو وتقليل عدد التشول ديل مانتشي.
من منتصف القرن السادس عشر، كان تنظيم الدومنيكان مسئولًا عن التحويل السلمي للتشول ديل مانتشي في بيراباث وبيتين الجنوبية، وهكذا صبوا تركيزهم في تحويلهم إلى مستوطنات استعمارية جديدة. خشي شعب الإيتزا من قيادة التشول ديل مانتشي، المتحولين حديثًا للمسيحية، الإسبان إلى نوخبيتين. عام 1628، وضعت مستوطنات التشول ديل مانتشي تحت سلطة حاكم بيراباث، الدومنيكان الراهب فرانثيسكو موران كحاكم كَنسي لها. فضل موران تركيزًا أكثر صرامة في عملية تحويل المانتشي وقام بإرسال الجنود الإسبان إلى المنطقة كًحماة ضد الغارات من تشيتشين الشمالية ورصدها.
أثار إنشاء حامية عسكرية إسبانية جديدة في المنطقة، والتي لم تشهد سابقًا وجود مثل هذا الوجود العسكري الإسباني القوي، حالة من التمرد بين المانتشي، والتي تلاها هجر لمستعمرات السكان الأصليين. من الممكن أن الإيتزا قد شعروا بالقلق إزاء التقدم الإسباني في أراضيهم، فعملوا على إشعال تمرد المانتشي في زمن الصوم الكبير عام 1633.
في نهاية القرن السابع عشر، كان هناك تغيير في الأولويات الإسبانية، بعد أن فشلت جهود القساوسة في تحويل التشول بطريقة سلمية، إضافة إلى ازدياد الوجود البريطاني والذي نما في منطقة البحر الكاريبي؛ قررت السلطات الإسبانية وضع حد للاحتكار الدومينيكاني وتعزيز دخول الفرانسيسكان وغيرهم من الجماعات الدينية في المنطقة، بدأ كل هذا في التأثير وازدياد احتمال شن حملة عسكرية في المنطقة. بين عامي 1685 و1689، اضطر الكيكتشييز دي كوبان وكاهابون لمساعدة الإسبان في البعثات المسلحة ضد التشول ديل مانتشي وإعادة التوطين القسري لهم في بيراباث. أدت هذه الأفعال إلى إخلاء جنوب بيتين وانهيار طرق التجارة التي تربط المستوطنات الاستعمارية في غواتيمالا مع المايا المستقلة في بيتين. بين 1692 و1694، كان هناك محاولات لإقناع التشول من قبل الرهبان الفرانسيسكان أنطونيو مارجيل وميلتشور لوبيز، في النهاية تم طردهم من قبل التشول؛ في رحلة عودتهم إلى سانتيغو دي غواتيمالا، اقترح الفرانسيسكان ثلاث طرق لغزو جنوب بيتين والمنطقة المجاورة تشياباس. خلال القرن السابع عشر، وجد المبشرون مقاومة كبيرة من المانتشي، واستمرت المقاومة حتى قرر الإسبان أخيرًا نقلهم إلى منطقة تجعل من السهل مراقبتهم أكثر من هذه. في خلال الاتصال الإسباني معهم، كان هناك حوالي عشرة آلاف نسمة من المانتشي؛ تم إبادتهم عن طريق الحرب والأمراض والأوبئة الأوروبية، فيما تم نقل الناجين إلى رابينال، والتي تقع حاليًا في المنطقة السفلي من بيراباث. بعد عام 1700، توقف التشول ديل مانتشي عن كونهم يمثلون أي أهمية في تاريخ بيتين.
عند وصول الإسبان، كان يُقدر عدد شعب الموبان فيما بين 10 آلاف و20 ألف مواطنًا. في عام 1692، أصدر مجلس جزر الهند بيان مفاداه أن التشول ديل مانتشي والموبان قد خضعوا بشكل نهائي. عانى السكان من آثار الحرب والمرض، وتم نقل عدد قليل من الناجين إلى المستعمرات الإسبانية في جنوب شرق بيتين، قبل أن يتم نقلهم إلى مستعمرات أخرى في بيتين. في عام 1695، قررت السلطات الاستعمارية تنفيذ خطة لربط مقاطعة غواتيمالا بمنطقة يوكاتان[ ؟ ]، وقام عدد من الجنود بقيادة خاسينتو دي باريوس ليال، رئيس ريال أودينسيا دي غواتيمالا، بغزو عدة قرى تابعة للتشول، وكان من أهمها ساكبائاخان، على ضفاف نهر لاكانتون بشرق ولاية تشياباس، والموجودة الآن في المكسيك، والتي تم تغيير اسمها إلى نويسترا سينيورا دولوريس أو دولوريس ديل لاكاندون، في أبريل عام 1695. كان هذا الغزو جزءًا من هجوم ثلاثي ضد الشعوب المستقلة في بيتين وتشياباس؛ خرجت المجموعة الثانية من هوهوتنانغو للانضمام إلى القوات في باريوس ليال. فيما سارت المجموعة الثالثة، تحت قيادة خوان دياز دي فيلاسكو، من بيراباث في اتجاه الإيتزا. رافق الراهب الفرانسيسكاني أنطونيو مارجيل مجموعة باريوس ليال والذي كان كالمستشار وراهب اعتراف بالنسبة للقوات. شيد الإسبان حصنًا لحامية مكونة من ثلاثين جنديًا. أقام الراهب ميرثيداريو دييغو دي ريباس في مدينة دولوريس ديل لاكاندون هو ورفاقه عن عمد لإقامة عدة علاقات مع مئات من التشول ديل لاكاندون في الشهور التالية وأيضًا أقاموا عدة اتصالات مع المجتمعات المجاورة.
استمر النضال ضد الإسبان، وقد قتل المحاربين المُعاديين من التشول عددًا من السكان الأصليين المنضمين حديثًا إلى المسيحية. ومع ذلك، في مارس 1696 نجح الرهبان مثل القائد جاكوبو دي ألساياجا هو وزملائه في إطلاق حملة موجهة لبحيرة بيتين إيتزا؛ مع خمسمائة جندي مدججين بالسلاح برفقة مرشدين من السكان الأصليين، اتجهوا شرقا، نحو نهر الباثيون، وسافروا في خمسة زوارق كبيرة. وصلوا جميعًا إلى غابات السافانا التي تقع في الجنوب الشرقي للبحيرة، ولكن قرروا العودة لأسباب غير معروفة. ظل أنطونيو دي مارجيل مستقرًا في دولوريس ديل لاكاندون حتى عام 1697. أعاد التشول المقيمين في الغابة تنظيم صفوفهم في هوهوتنانغو في بداية القرن السابع عشر.

## غزو البحيرات المركزية

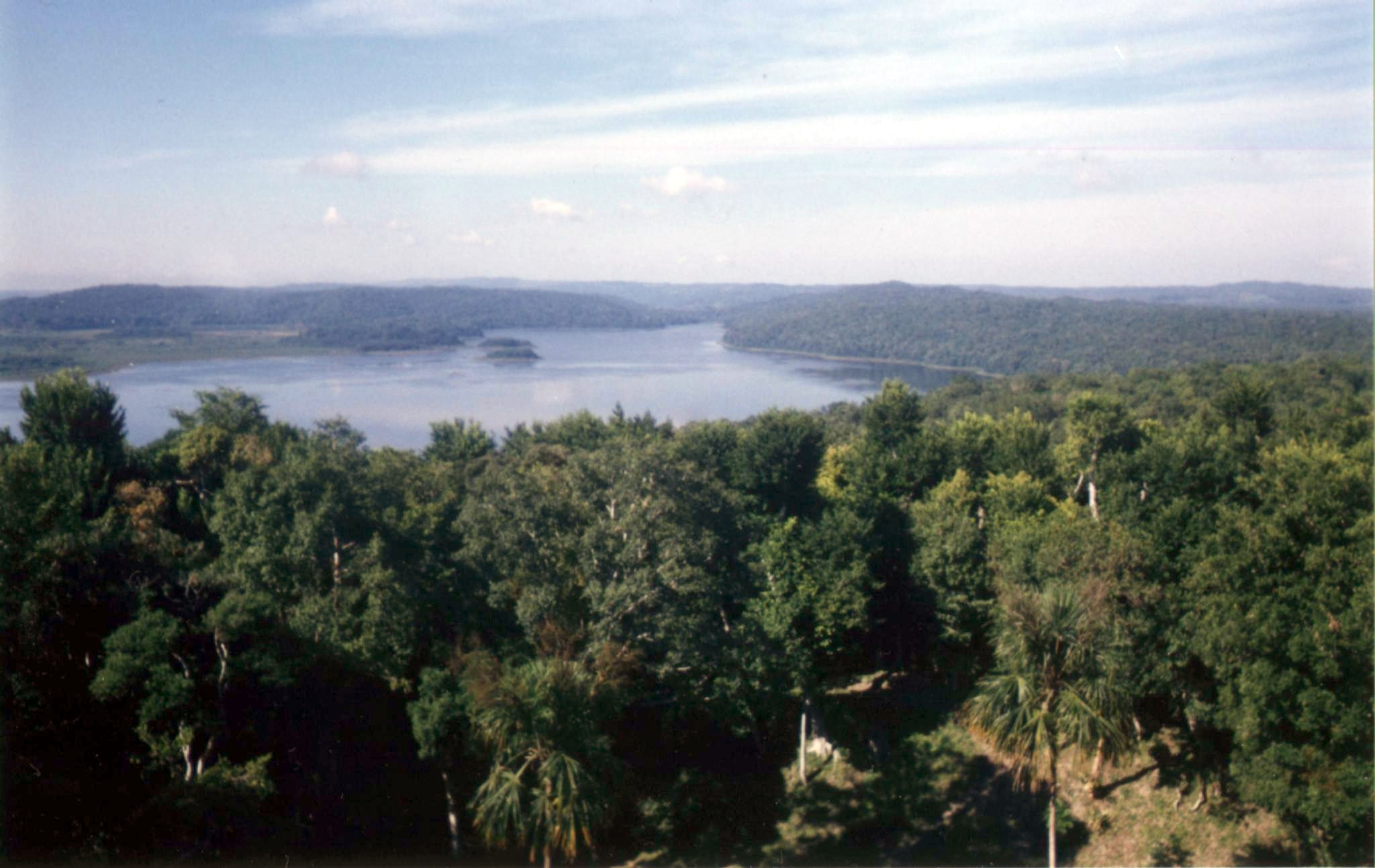
بحيرة ياكسوها، يحيط بها غابة كثيفة من كل الجهات.

سقطت نوخبيتين بعد الهجوم الإسباني يوم 13 مارس 1697، بعد حوالي خمسمائة عام على غزو بقية شبه جزيرة يوكاتان وأكثر من مائة عام بعد غزو مرتفعات غواتيمالا. كان الجمع بين البُعد الجغرافي والعدائية والسمعة الشرسة، المعروف بها سكان المايا، سببًا في التأخير الطويل لأجل الاستيلاء على منطقة بيتين. في خلال هذا الوقت، استخدم الإيتزا شعب اليالاين كعازل طبيعي ضد الزحف الإسباني في بليز. سمح الاتصال الطويل غير المباشر بين الإيتزا والغزاة الإسبان في فهم الاستراتيجيات والتكتيكات الإسبانية، والتي كانت تتحسن على مدار قرنين من الزمان، حيث كانوا محاطين بأراضي وقعت تحت سطوة الأوروبيين. وقد ميز هذا الفهم غزو بيتين عن غيره من غزو الأزتيك والإنكا في القرن السادس عشر. في المقابل، تمتع الإسبان بفهم فقير جدًا للإيتزا وجيرانهم، واعتبروهم مجرد جهلة مُتوحشين تمت حمايتهم هم ومملكتهم من قبل الشيطان ضد الجهود المسيحية للإمبراطورية الإسبانية والكنيسة الكاثوليكية. وعقب عبور إرنان كورتيس إلى بيتين في القرن السادس عشر، ظن الإسبان بالخطأ أن ملك الإيتزا، كان أيك، هو الحاكم الأعلى لمنطقة بيتين الوسطى برمتها.

### بدايات القرن السابع عشر

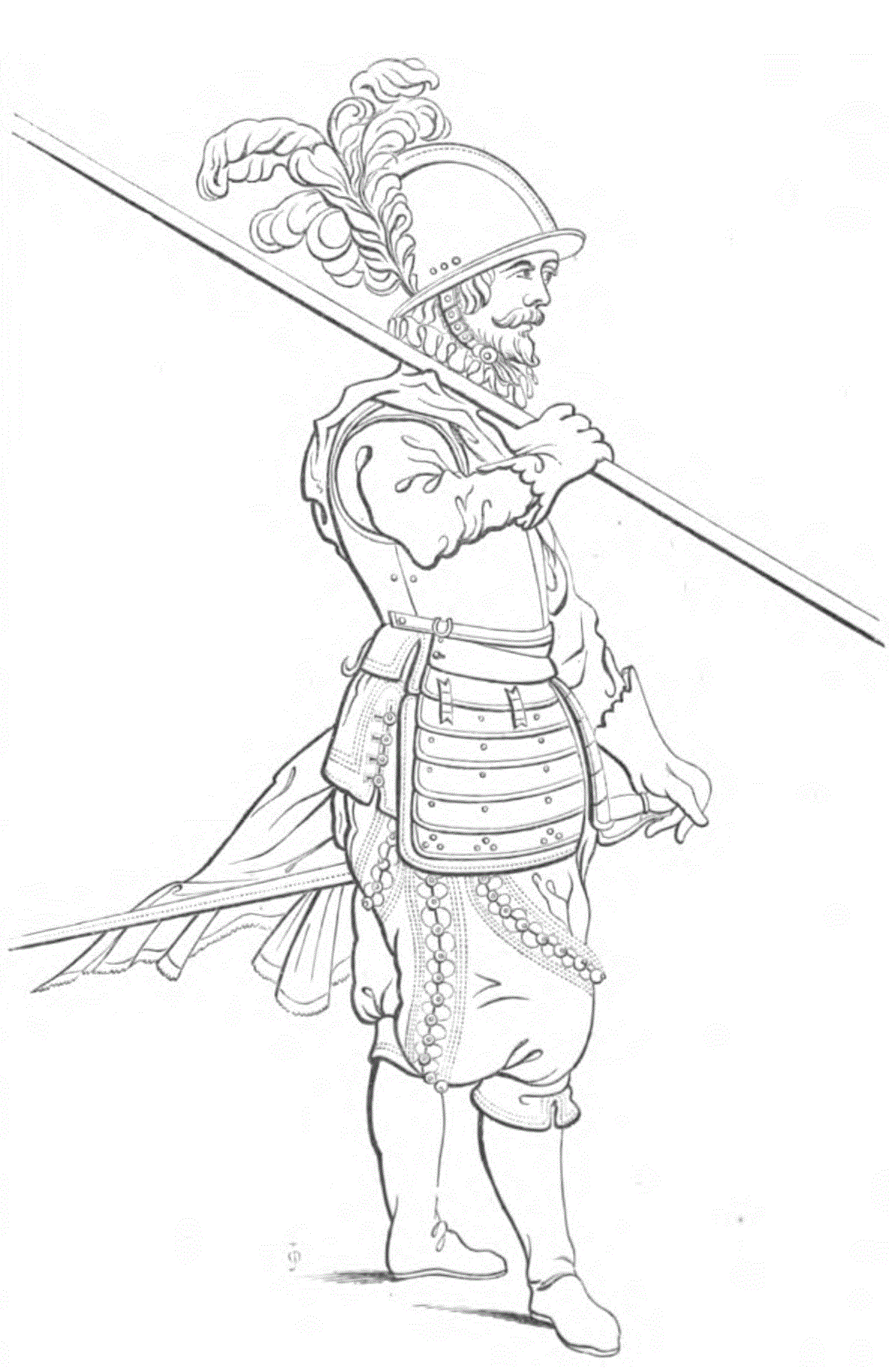
جندي مشاه أوروبي في القرن السابع عشر.

لم يكن هناك أي محاولات إسبانية لزيارة السكان العدائيين من الإيتزا في نوخبيتين لقرابة مائة عام. وفي 1618، غادر اثنان من الرهبان الفرانسيسكان من ميريدا بيوكاتان متجهين إلى منطقة وسط بيتين في مهمة منهم لتحويل هؤلاء الأصليين الوثنيين سلميًا. وكان هؤلاء الرهبان بارتولومي دي فوينساليدا وخوان دي أوربيتا والذين رافقهم بعض المايا المسيحيين في رحلتهم. انضم أندريس كاريو دي بيرينا، رئيس الكريول في بلدية باكالار، إلى مجموعة المسافرين في باكالار وقام بإيصالهم إلى منبع نهر تيبوخ، وعاد إلى باكالار بعد التأكد من أن الرهبان قد نالوا ترحيبًا حارًا في تلك المنطقة. وبعد رحلة شاقة استغرقت ستة أشهر، تم الترحيب بالمسافرين من قبل زعيم المنطقة، كان إيك، حيث مكثوا في نوخبيتين بضعة أيام من أجل عملية تنصير الإيتزا، ولكن كان إيك رفض التخلي عن دينه هو وقومه، رغم أنه أظهر بعض الاهتمام بالاحتفال بالمبشرين الكاثوليك. أخبرهم كان إيك بأنه ووفقًا لأسطورة الإيتزا القديمة لم يحن بعد موعد تغيير دينهم. وفي السنوات التالية لزيارة كورتيس لنوخبيتين، قام شعب الإيتزا بإقامة تمثال للحصان لكي يعبدوه. غضب خوان دي أوربيتا عند رؤيته للتمثال وصعد فوقه ليحطمه، فيما تمكن فوينساليدا من احتواء غضب المواطنين المُنصب على الزوار من خلال خطبة بليغة، مما أدى إلى الحفاظ على حياتهم جميعًا. وقد فشلت أي محاولات لتحويل الإيتزا وتنصيرهم، وكان يجب على الرهبان مغادرة نوخبيتين.
عاد الرهبان مرة أخرى في أكتوبر 1619، ومكثوا لمدة ثمانية عشر يومًا. مرة أخرى، رحب بهم كان إيك، ولكن هذه المرة كان كهنة المايا كارهين ومعادين للرهبان وغاروا من نفوذهم على الملك. واقنعوا زوجة كان إيك لإغوائه بطرد الزوار غير المرغوب بتواجدهم، حيث حاصر بعض الجنود المسلحين مكان إقامة المبشرين وقادوهم إلى زورق للخروج من أرضهم بدون رجعة. حاول خوان دي أوربيتا المقاومة ولكن تم إخضاعه عن طريق أحد محاربي الإيتزا، الذي تركه في حالة من فقدان الوعي. نجح المبشرون في النجاة في رحلة رجوعهم إلى ميريدا، بالرغم من طردهم بدون طعام ولا ماء.
في أوائل القرن السابع عشر، كان الجزء الغربي من بيتين يتمتع بوفرة في عدد السكان التشول والتشولتي وكان يمر به طريق تجاري هام للإيتزا. وفي منتصف القرن السابع عشر، تضاءل عدد السكان، بشكل ملحوظ، بفعل الحرب والمرض والنقل القسري لسكان المستوطنات الاستعمارية، مما قلل من الأهمية الاقتصادية للمنطقة بالنسبة لشعب الإيتزا. في الوقت نفسه، تحول الكيخاتشي ليكونوا وسطاء مهمين بين الإيتزا ويوكاتان. سابقًا، كان لدى البوطونيس دي أكالا، جزء مُتفرع من الكيخاتشي، علاقات تجارية مباشرة مع الإيتزا، إلا أنه قد تم نقلهم قسريًا من قبل الإسبان. فيما أصاب المرض كل من تبقى من الكيخاتشي، وهو الأمر الذي لاقى اهتمامًا مكثفًا من قبل المُبشرين الإسبان، وقالوا أنهم لم يعودوا في حالة تسمح لهم بالتوريد التجاري مُباشرة إلى الإيتزا، وأنهم أصبحوا فقط مجرد وسيط تجاري.

#### النكسات الإسبانية في عام 1620
في مارس 1622، أمر حاكم يوكاتان، دييغو دي كارديناس، القائد فرانثيسكو دي ميرونس ليسكانو لانسار بشن هجوم ضد الإيتزا؛ حيث غادر القائد مع عشرين جنديًا إسبانيًا وثمانين من المايا من جزيرة يوكاتان. انضم الراهب الفرانسيسكاني دييغو ديلغادو إلى البعثة لاحقًا. خيمت البعثة، أولًا، في أكسيبيمينتا، وفي مايو انتقلوا إلى ساكالوم، جنوب غرب باكالار، حيث سبب لهم انتظارهم وصول التعزيزات تأخيرًا مطولًا. في الطريق إلى نوخبيتين، وجد ديلغادو أن الجنود كانوا يتعاملون بعنف مُفرِط مع المايا المصاحبين لهم، حيث ترك الحملة ليجد طريقه الخاص به إلى المدينة، حيث صاحبه ثمانين شخص من المايا المسيحيين من تيبوخ ببليز. في الوقت نفسه، فإن الإيتزا، الذين تصلب موقفهم ضد المحاولات الجديدة الإسبانية للمبشرين معهم، قد سمعوا باقتراب الحملة العسكرية منهم. وحين علم دي ميرونس بذهاب ديلغادو، أرسل إليه ثلاثة عشر جنديًا لإقناعه بالعودة، وأنه عليهم مرافقته في رحلته في حالة فشلهم في مهمتهم. وصل الجنود إلى تيبوخ قبله، ولكن قرر الراهب أن يستمر من تلقاء نفسه نحو نوخبيتين. ومن تيبوخ، أرسل ديلغادو مرسالًا إلى كان إيك، يطلب منه الإذن للسفر إلى نوخبيتين؛ استجاب ملك الإيتزا بوعد لتأمين المرور له ورفقائه. بمجرد وصوله إلى عاصمة الإيتزا، تم استقبال المجموعة بطريقة سلمية، ولكن بمجرد أن أخفض الجنود الإسبان دفاعاتهم، حاصر الإيتزا المجموعة. وتم قتل الجنود وتقديمهم كقرابين لآلهة المايا؛ حيث مُزقت قلوبهم وعُلقت رؤوسهم على خوازيق ووضِعت في جميع أنحاء المدينة. وبعد التضحية بالجنود الإسبان، قام الإيتزا بأخذ ديلغادو، وقاموا بنزع قلبه من صدره وتقطيع أوصاله؛ عارضين رأسه على عصا، جنبًا إلى جنب مع الجنود الإسبان الأخرى ن. وبالمثل، عانى المايا المصاحبين لديلغادو من نفس المصير.
مع عدم وجود أي أنباء عن حملة ديلغادو؛ قام دي ميرونس بإرسال برناندينو إيك، المستكشف المُنتمي للمايا، مع اثنين من الجنود الإسبان لمعرفة مصيرهم. وبمجرد وصولهم إلى شاطئ بحيرة بيتين إيتزا، أسرهم شعب الإيتزا وأرسلهم إلى العاصمة وسجنهم هناك. هربوا بعد ذلك وحاولوا الوصول إلى زورق راسي على شاطئ البحيرة، إلا أنه قد تم إعاقة الجنديين الإسبان بسبب حبال الربط المقيدين بها، وتم أسرهم مرة أخرى. على الجهة الأخرى، استطاع برناندينو إيك الهروب وتمكن من إبلاغ دي ميرونس بما حدث.
بعد ذلك بوقت قصير في السابع والعشرين من مايو 1624، انقضت فرقة حربية صغيرة، بقيادة أخكين بول، على دي ميرونس ورجاله على حين غرة عندما كانوا غير مسلحين في كنيسة ساكالوم وقتلوهم. وقد وصلت تعزيزات خوان برناندو كازانوفا في وقت متأخر جدًا لمنع عملية الذبح وكان الجنود الإسبان قد قُتِلوا وقُطِعت رؤوسهم وأحُرقت أجسادهم، وعلقوا على مداخل المدينة؛ فيما تم اقتلاع قلبي دي ميرونس والكاهن الفرانسيسكاني المحلي عقب ربط أوصالهم وجذبها في أعمدة الكنيسة. وقد قتل المُهاجمون أيضًا عدد من الرجال والنساء المايا في المدينة دون قطع رؤوسهم، وفي الأخير أضرموا النيران في القرية كلها.
أتبع هذه المجازر إنشاء عدد من الحاميات العسكرية الإسبانية في عدة مواقع في جنوب جزيرة يوكاتان، وعرضوا مكافأة نظير أي معلومات عن مكان تواجد أخكين بول. وغادر فرناندو كمال، حاكم مدينة المايا أوكسكوتساب، مع مائة وخمسين من الرماة المايا للبحث عن قائد الإيتزا؛ وتمكن هو وأتباعه من القبض على أخكين بول واستعادوا بعض الأشياء المقدسة الفضية التي نهبوها من كنيسة ساكالوم وبعض من ممتلكات دي ميرونس. وتم اقتياد المساجين إلى القائد الإسباني أنطونيو مينديز دي كانزو؛ مستجوبًا إياهم تحت التعذيب، وتم الحكم عليهم بالإعدام شنقًا، ردًا على فعلتهم. وتم قطع رؤوسهم وتعليقها في جميع أنحاء البارتيدو دي لا سييرا، والتي هي الآن مقاطعة يوكاتان بالمكسيك. مع هذه الأحداث، انتهت كل المحاولات الإسبانية للاتصال بالإيتزا حتى عام 1695. وفي عام 1640، أبعدت الصراعات الداخلية الإسبانية أنظار الحكومة عن استكشاف أراضي جديدة غير معروفة. وعلى مدار الأربعين عامًا التالية، قد افتقر التاج الملكي الإسباني لكل من الوقت والمال أو الاهتمام بمثل هذا النوع من المغامرات الاستعمارية.

### أواخر القرن السابع عشر
في عام 1692، اقترح مارتين دي أورثوا واريسميندي، أحد نبلاء الباسك، على الملك الإسباني إنشاء طريق يمتد من ميريدا إلى الجنوب حتى يصل إلى مستعمرة غواتيمالا، مقللين في نفس الوقت التجمعات السكانية المستقلة للسكان الأصليين في المستعمرات؛ شكل كل هذا جزء من خطة موسعة لإخضاع شعوب الأكاندونس والتشول ديل مانتشي في جنوب بيتين والجزء الأعلى من نهر أوسوماسينتا. في الخطة الأصلية، كان المتوقع أن تُمثل مقاطعة يوكاتان القسم الشمالي وأن تُمثل غواتيمالا القسم الجنوبي من الطريق، فكان المطلوب توحيد القسمين في مكان ما من أراضي التشول؛ وتم لاحقًا تغيير الخطة ليشمل التخطيط الأراضي الشرقية والتي تمر في أراضي مملكة الإيتزا.

#### الاتصال الدبلوماسي بين إسبانيا وإيتزا عام 1695

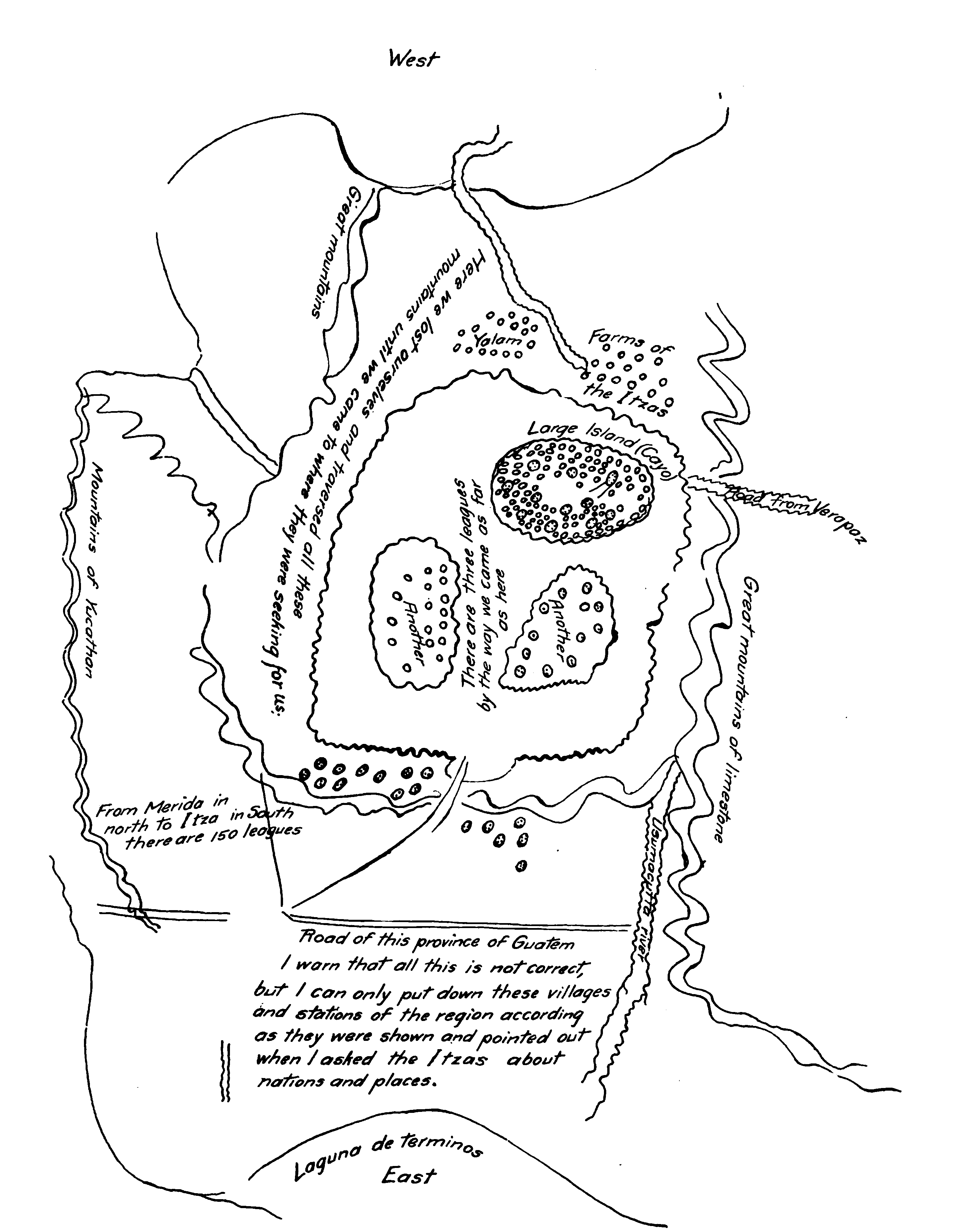
بحيرة بيتين إيتزا رسمت بواسطة أبيندانيو عام 1696.

في ديسمبر 1695 تلقت السلطات الاستعمارية الإسبانية في ميريدا وفدًا دبلوماسيا بعث به أخ كان إيك. تم التفاوض على الاتصال الدبلوماسي من قبل القائد الإسباني فرانثيسكو أريسا أرويوو، حاكم بلدية باكالار-دي-تشون خوخوب. في أبريل 1695، قام أريسا بإرسال مبعوث من المايا المسيحيين في تيبوخ إلى نوخبيتين، حيث تزامن وصوله تقريبًا مع استعدادات الإيتزا للدفاع ضد حملة إسبانية انطلقت من غواتيمالا؛ ومع ذلك، فقد تم استقبال المبعوث بطريقة سلمية وإرساله إلى أريسا مرة أخرى بوعود للاستسلام لإسبانيا. في أغسطس، سافر أريسا إلى ميريدا، بصحبة وفد مكون من ستة أشخاص ينتمون إلى السكان الأصليين من يالاين وتيبوخ الذين عرضوا خضوعهم لإسبانيا. مع هذا، تم إرسال أربعة أعضاء من الوفد من الإيتزا، خفية إلى يالاين، لمناقشة الاتصالات السلمية المُحتَمِلة مع السلطات الاستعمارية في ميريدا. أرسل البعثة أختشان، ابن شقيق ملك الإيتزا، وعادت البعثة إلى نوخبيتين في نوفمبر، ولكن لم يبقوا لوقت طويل قبل سفرهم إلى ميريدا مرة أخرى. 
في ديسمبر، أوفد كان إيك بأختشان مع ثلاثة مرافقين من الإيتزا للتفاوض السلمي مع إسبانيا. ورافقهم مجموعة صغيرة من شعب الموبان في تيبوخ إلى ميريدا. بسبب الروابط الأسرية والزوجية، لعب أختشان دور الوسيط بين الإيتزا ويالاين والكووه؛ كان له أيضًا روابط عائلية مع المايا نصف المسيحيين في تيبوخ، وكانت أمه من تشيتشين إيتزا بشمال يوكاتان. وانتهت محاولته للزواج بفتاة من الكووه بالفشل بسبب العداء الموجود بين الإيتزا والكووه. أرسل كان إيك بأختشان إلى ميريدا برسالة خضوع سلمية إلى الإمبراطورية الإسبانية في محاولة لتعزيز موقفه كحاكم أوحد للإيتزا، حتى لو كان هذا يعني التضحية باستقلال الإيتزا والخضوع لإسبانيا. كان عم الملك وشعب الكووه ضد أي محاولات للتفاوض مع إسبانيا واعتبروا أن مهمة أختشان مجرد خيانة لهم. لم يكن الإسبان على علم بالتوترات الموجودة بين فصائل المايا المختلفة بالمنطقة الوسطى من بيتين، والتي تصاعدت لتتحول إلى حرب بين المايا. لُقب أختشان باسم مارتين فرانثيسكو في 31 ديسمبر 1695، كما أن مارتين دي أورثوا، حاكم يوكاتان، أصبح الأب الروحي له.
شكل وصول أختشان وتعميده لاحقًا نجاحًا دبلوماسيًا ساحقًا بالنسبة لأورثوا، والذي استغل تلك الزيارة للازدهار سياسيًا، حيث كانت النتيجة الخضوع السلمي للإيتزا إلى التاج الملكي الإسباني. شكل هذا الخضوع الرسمي لمملكة الإيتزا نقطة تحول حاسمة؛ فمن الناحية القانونية، كان الإيتزا قد خضعوا تمامًا، وهو الشيء الذي سمح بتفادي الخطر الحقيقي في هذه الفترة ضد الغزوات العسكرية. وفي منتصف يناير 1696، انطلق أختشان ومرافقيه من ميريدا برفقة وفد إسباني وعادوا إلى تيبوخ في نهاية الشهر. بعد بضعة أيام من دخولهم إلى تيبوخ، علموا عن أحداث العنف التي وقعت حول بحيرة بيتين بما في ذلك معركة تشيتش والموت العنيف لاثنين من الرهبان الفرانسيسكان. وخوفًا من رد فعل الوفد الإسباني، قرر أختشان المغادرة وطلب اللجوء في أراضي يالاين.

#### توغل جارثيا دي باريديس من يوكاتان، مارس – أبريل 1695
بدأ حاكم يوكاتان، مارتين دي أورثوا، بناء الطريق الذي يربط بين كامبيتشي في الجنوب وبيتين. في أوائل مارس عام 1695، تم إصدار الأمر باستكشاف هذا الطريق للقائد ألونسو جارثيا دي باريديس، والذي لديه خبرة مسبقة في الحملات العسكرية حول ساخكاب تشين، الموجودة حاليا بالقرب من بلدة أكسكاب أكاب بولاية كامبيتشي؛ ترأس جارثيا مجموعة مكونة من خمسين جنديًا إسبانيًا بصحبة مُرشدي طرق محليين وحمالين وعمال. انتقلت البعثة من جنوب ساخكاب تشين وذهبت إلى أراضي الكيخاتشي، والتي تبدأ من مدينة تشونبيتش، حوالي 5 كيلومترات شمال الحدود الحديثة بين المكسيك وغواتيمالا. اختاروا بعض المواطنين لنقلهم إلى المستوطنات الاستعمارية، ولكن أيضًا واجهوا مقاومة مسلحة، وفي قرية واحدة، كان هناك اشتباك أسفر عن مقتل ثمانية محاربين كيخاتشي. تم إخبار جارثيا من قبل السكان المقبوض عليهم خلال الاشتباكات؛ بأن المنطقة مأهولة من قبل العديد من المايا المستقلين، سواء شعب الكيخاتشي أو غيرهم. في منتصف أبريل، قرر القائد جارثيا أن يتقاعد، ربما لحراسة الكيخاتشي الذين تم القبض عليهم في عهدته، والذين يجب عليهم العمل لديه، وقدم تقرير عن الحملة لأورثوا في 21 ابريل 1695.

#### توغل دياز دي فيلاسكو وكانو من بيراباث، مارس – أبريل 1695

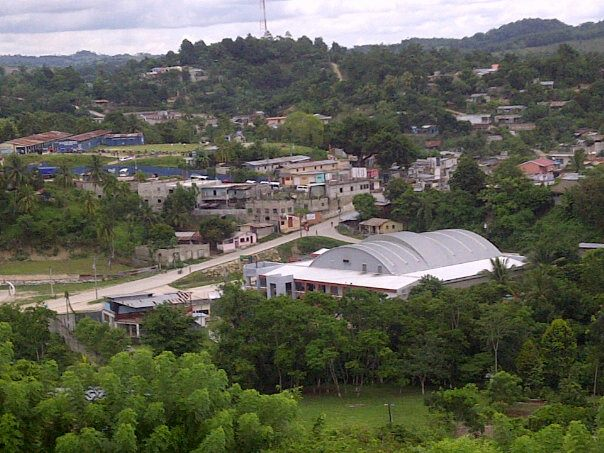
مدينة سان لويس الجديدة، تم تأسيسها على أساسيات عاصمة الموبان.

في مارس 1695، غادر القائد دياز دي بيلاسكو من كاهابون، بيراباث العليا، مع سبعين جنديًا إسبانيًا، ويرافقه عدد كبير من رماة المايا ببيراباث ورعاة محليين، انضم أيضًا إلى البعثة أربعة من الرهبان الدومنيكان يقودهم الراهب الكريول أوجستين كانو. وفعليًا، انضم الجنود الإسبان إلى البعثة فقط لحماية الرهبان. في الواقع، فإن البعثة الغواتيمالية، وبقيادة الرئيس خاسينتو دي باريوس ليال، كانت تحاول الوصول سرًا إلى العاصمة تشيتشين قبل أن يفعلها مارتين دي أورثوا من يوكاتان[ ؟ ]، وقد تم إخفاء وجود هذه الحملة بعناية في جميع الاتصالات بين غواتيمالا وحاكم جزيرة يوكاتان. شكلت البعثة الغواتيمالية جزءًا من رمح ثلاثي فعال ضد الشعوب المستقلة في بيتين وتشياباس؛ أما الحملتين الآخرى تين فقد انطلقوا ضد شعوب اللاكاندون.
تحرك الطابور الخاص بالقائد خوان دياز دي بيلاسكو متوجهًا إلى الشمال عند طريق أراضي التشول وصولًا إلى أراضي الموبان لاحقًا؛ وعسكروا هناك في قرية موبان، والتي تعرف حاليًا باسم سان لويس. وخوفًا من رد فعل جيرانهم العدائيين من الإيتزا، أنكر الموبان كما فعل التشول معرفتهم بأي طريق يؤدي إلى بحيرة بيتين إيتزا. وتم احتجاز الإسبان لعدة أيام في الموبان بسبب مشاكل إمدادات الطعام والانشقاقات بين الناقلات المحلية. استغل الرهبان تأخير التبشير بين الموبان؛ وكتب الراهب كانو بأنه استطاع إقناع أربعة رؤساء كاكيكس لتغيير دينهم إلى المسيحية، ولكن في الواقع، هرب تاكسيم تشان، ملك الموبان، مع العديد من السكان إلى العاصمة. وفي الوقت نفسه، كان كانو يظن أن الموبان يتم حكمهم عن طريق ملك الإيتزا.

##### الاشتباكات الأولى
ظن الإسبان أنهم إذا استمروا في التقدم نحو بحيرة بيتين إيتزا، فإنهم سيعثروا على البعثة الأخرى التي خرجت معهم في نفس الوقت والتي قادها الرئيس باريوس بنفسه، فلم يكن لديهم علم بفشل الحملة في الوصول إلى المنطقة. في السادس من أبريل، قام دياز دي بيلاسكو في وقت لاحق بإرسال وحدة استكشافية مكونة من خمسين فارس يرافقهم بعض الرماة المحليين، وسرعان ما وجدوا أدلة على وجود مخيمات حديثة للإيتزا، والتي يرجع تاريخها إلى شهر سابق. عثر المستكشفون أيضًا على طريق واضح يؤدي إلى مملكة الإيتزا، وقد تتبعته الوحدة الاستكشافية.
خيمت القوة الرئيسية للبعثة على بعد حوالي 42 كيلومترا جنوب البحيرة، في الوقت نفسه تم إرسال مجموعة صغيرة من المستكشفين، تتكون من جنديين إسبانيين واثنين من الرماة واثنين من المزارعين واثنين من المترجمين الأصليين الناطقين بلغة التشول. تقدمت مجموعة من المستكشفين إلى السافانا، إلى الجنوب مباشرة من بحيرة بيتين إيتزا، حيث تم العثور على حوالي ثلاثين من الإيتزا الصيادين مسلحين بالحراب والدروع والأقواس، ويرافقهم كلاب الصيد. استل الصيادين أسلحتهم استعدادًت للقتال ولكن قال مترجم الموبان اتباعًا للإرشادات بأن المجموعة الإسبانية تشكلت بغرض التجارة وجاءوا في سلام، وأيضًا يرافقهم المبشرين. بدأ الإسبان في الشك أن المترجم يتأمر مع صيادين الإيتزا، وذهب واحد من الرماة لإعادته إلى المجموعة، انتهت المواجهة بمعركة، حيث أستل جماعة الإيتزا أسلحتهم مرة أخرى. أطلق عليهم الإسبان البنادق مما أسفر عن إصابة قاتلة لاثنين من الصيادين، كما هاجم شخص من بيراباث صياد من الإيتزا بساطور. ولاذ الصيادون بالفرار تاركين الأطعمة والسهام في معسكرهم.

##### الاشتباكات الثانية
بعد خمسة أيام من هذه المناوشات، قاد أنطونيو ماتشونكا مجموعة مكونة من اثني عشر فارسًا وعشرين من الرماة وثلاثة عشر مواطن محلي للبحث عن الرئيس باريوس، وأيضًا لإيجاد طريق مائي نحو البحيرة وأسر مترجمًا جديدًا، لأنهم فقدوا الثقة نهائيًا في المترجم السابق. وصلت المجموعة الأساسية إلى السافانا بالقرب من البحيرة. في الليلة التالية، عاد عضو من المجموعة المتقدمة إلى المخيم مع أسير من الإيتزا، والذي تم أسره بعد صراع عنيف مع الكشافة. وبالتحقيق مع الأسير عرفوا أنه ينتمي إلى طبقة عليا في الإيتزا والذي تم إرساله لاكتشاف ما إذا كانت الحملة الإسبانية قادمة بهدف التجارة أم الغزو. فيما عاد باقي أفراد المجموعة الاستكشافية سريعًا إلى المخيم الرئيسي، وقدموا تقريرًا بأنهم خيموا على مسافة حوالي 16.7 كيلو مترًا من البحيرة، حيث التقوا بمجموعة أخرى من صيادين الإيتزا مكونة من اثنى عشرة شخصًا. حاول الإسبان التواصل معهم باستخدام مترجم، لكن الإيتزا ردت بوابل من السهام. حاول الفرسان الإسبان الرد بإطلاق النار من البنادق، ولكن البارود كان رطبًا للغاية ليسمح لهم أن يكونوا في موضع لإطلاق النار.
هاجم المحاربون الإيتزا بالرماح والفؤوس والمناجل، وتلى هذا القتال قتال آخر بالأيادي، والذي استمر لقرابة الساعة؛ مات على إثره ستة من الإيتزا؛ فيما تراجع البقية في آخر الأمر. بفضل الدروع المبطنة بالقطن، لم يصب أيَّ من الإسبان بأذى خلال الشجار والمواجهة مع السكان الأصليين. وعند تتبعهم، أعقب هذا قتال آخر دام لساعة أخرى قُتل بسببه أغلب صيادي الإيتزا. هرب ثلاثة منهم، إلا أن قائدهم قد فقد الوعي بسبب تًلقيه ضربة على الرأس؛ حيث تم أسره، إلا أن تعافى تمامًا بعد ذلك. وصلت مجموعة ماتشونكا إلى شاطئ البحيرة، ولكن على الرغم من عدم رؤيتهم لجزيرة نوخبيتين، أدركوا مدى عظمة القوة التي يتمتع بها الإيتزا فقرروا التراجع إلى المخيم الرئيسي.
وصلت قصة مواجهة الإيتزا إلى السلطات الاستعمارية في يوكاتان عن طريق تيبوخ. علم الإيتزا بإن الحملة الغواتيمالية قد اقتربت على مدى النظر من نوخبيتين، فقام عدة أفراد من الإيتزا، الذين إنتابهم الفضول، بالذهاب والتتحدث مع المتسللين، ولكن قام الإسبان بالهجوم عليهم؛ قُتل ثلاثين من الإيتزا بسبب هجوم الإسبان، فيما جُرح بعضهم وتم أسر واحدًا منهم. في هذا الوقت، وصل مبعوث من المايا المسيحيين التابع لباكالار دي تشونخوخوب وأبلغ الإسبان أن الإيتزا يجمعون بعضهم حوالي 3000 أو 4000 محارب لصد حملة ديار دي بيلاسكو.

##### التراجع إلى غواتيمالا
في الرابع والعشرون من أبريل، هرب السجين الأول من المخيم الرئيسي؛ وفي نفس اليوم، تم أسر سجين آخر مجروح من قبل ماتشونكا ورجاله. باستجواب السجين الجديد، والذي كان عضوًا من نبلاء الإيتزا، أتضح أن مملكة الإيتزا في حالة تأهب لطرد وصد الإسبان. اجتمع الراهب كانو برفقائه من الرهبان لمناقشة ما الذي يجب عليهم فعله بعد تلقيهم هذه المعلومات التي تقول أن الإيتزا على أهبة الاستعداد للحرب. كان الرهبان يبدون رفضهم لفكرة فتح النار من قبل الجنود الإسبان على بعض المواطنين سييئ التسليح والذين لا يشكلون تهديدًا حقيقيًا، كما كانوا يشكون أن الرئيس باريوس ليال مازال بالقرب من البحيرة؛ وأيضًا، تمكن المرض من الإسبان، وأيضًا بدأ المجندون من السكان الأصليين التخلي عن بيراباث يوميًا. كان دياز يوافق الرهبان في رأيهم؛ فهناك اثنين من المجندين قد ماتوا بالفعل بسبب الأمراض، واعترف بأن الحملة ليست كبيرة بما يكفي لمواجهة واسعة النطاق مع مملكة الإيتزا. وهكذا، فقد تراجع الطابور على الفور إلى كاهابون. لاحقًا، تم نقل السجين الجديد، أخكايكساو، إلى سانتياغو دي لوس كاباليروس دي غواتيمالا، بحيث يستطيع الرهبان استجوابه بشكل صحيح. في غواتيمالا، تعلم أخكايكساو اللغة الإسبانية وعاد إلى بيتين عام 1696 كدليل ومترجم لبعثة أخرى، قبل أن ينقلب ضد خاطفيه. قبل تراجع الإسبان، كان هناك شائعات متداولة بين الإيتزا والكووه بإن الإسبان سيعودون لذبح السكان الأصليين من المايا؛ ونتيجة لذلك، هجر المايا جزءًا كبيرًا من أراضيهم، ومن ضمنها العديد من المستوطنات في المنطقة التي تمتد من بحيرة بيتين إيتزا إلى تيبوخ شرقًا وجنوبًا وصولًا لموبان.

#### توغل جارثيا دي باريديس من يوكاتان، مايو 1695

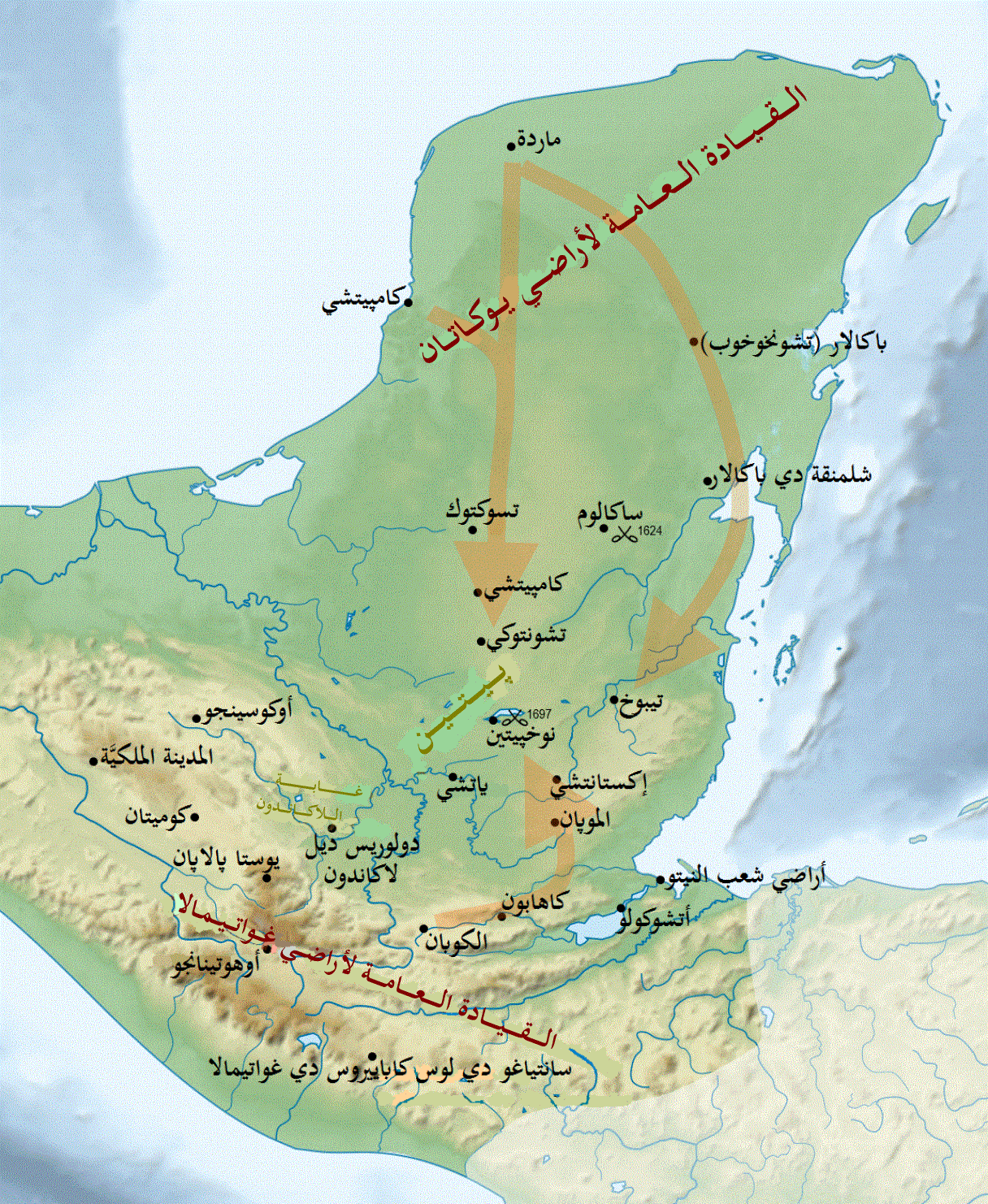
طرق الدخول إلى بيتين في القرن السابع عشر من يوكاتان ومن غواتيمالا، مع بعض أسماء الأماكن المذكورة في النص.

عندما عاد القائد جارثيا دي باريديس بشكل مفاجئ إلى كامبيتشي في أوائل مايو 1695، كان الحاكم مارتين دي أورثوا قد جهز قوات تعزيزية من أجل حملته، وبوصول جارثيا فقد تم تكليف القوات الإضافية بالمهام على الفور.
يوم 11 مايو، أصدر أورثوا أوامره إلى جارثيا ببدء حملة ثانية في اتجاه الجنوب برفقة مئة من المايا المأجورين الذين يتقاضون ثلاثة بيزو شهريًا ووقف أعمالهم المكلفين بها وإعفائهم من الجزية. استأجر جارثيا جنود إضافيين من أمواله الخاصة، كما فعل خوسيه فيرنانديز دي أستينوس، وهو من سكان ولاية كامبيتشي والذي كان بمثابة الرجل الثاني في القيادة. كانت القوة الرئيسية مكونة من خمسمائة جندي وخمسمائة فارس من المايا، بالإضافة إلى عمال ورعاة من المايا، فكانت الحصيلة النهائية حملة مكونة من أربعة آلاف رجل وعدد لا بأس به من الرجال التابعين للإقليم الفقير في يوكاتان. أمر أيضًا أورثوا بانضمام قبيلتين وهم تيكاكس وأوكسكوتساب إلى الحملة في بولونتشين كاويتش، حوالي 60 كيلو مترًا إلى الجنوب الشرقي من مدينة كامبيتشي.
كان بونيفاسيو أوس هو قائد مجموعة تيكاكس؛ وأن أوك هو قائد مجموعة أوكسكوتساب. كان ماركوس بوت هو القائد العام للمجموعتين، وكان الضبط الثلاثة ينتمون إلى أصل المايا. كانت حملة المايا المدعوة بساخكاب تشين بمثابة فرسان الصفوة؛ كانوا مسئولين عن جمع السكان من الغابة وترحيلهم إلى التجمعات، كانت تلك المجموعة مسئولة عن الأعمال الشاقة. كان الجنود من غير المايا خليط من الإسبان المهجنين، عرق مُختلط بين المايا والإسبان، والمولدين، عرق مختلط ما بين الإسبان والسود.
يوم 23 يونيو، تلقي أورثوا أنباء عن احتلال ساكباخلان، دولوريس ديل لاكاندون، من قبل قوات غواتيمالية. في تلك اللحظة، كان جارثيا في تسوكتوك بالقرب من حدود الكيخاتشي. على الرغم من أنه كان على أورثوا العمل لبناء الطريق الذي يربط بين يوكاتان مع غواتيمالا كما أمر بها الملك الإسباني، إلا أنه كان متورطًا في سباق لغزو مملكة الإيتزا. كان باريوس القائد الرئيسي لغواتيمالا قد وصل إلى ساكباخالان ثم عاد إلى سانتياغو لإعداد حملة أخرى؛ في الوقت نفسه، كان جنود غواتيمالا قد وصلوا بالفعل إلى ضفاف بحيرة بيتين إيتزا. كان أي طريق يتصل مع دولوريس ديل لاكاندون سيمر عبر الأراضي قليلة السكان، فبدلًا من اعتماد هذا المسار، قام طوبوغرافي يوكاتاني بإيجاد طريقًا في اتجاه الجنوب، مباشرة إلى البحيرة والتي قد تكون مرتبطة مع الطريق جنوبًا عبر كاهابون في بيراباث. ومع ذلك، فإن هذا الطريق المعزول كان يقود مباشرة إلى دولوريس ديل لاكاندون وإلى تشولوس ديل لاكاندون في الغرب. أرسل أورثوا أوامر جديدة لجارثيا، مخفيًا رغبته في غزو الإيتزا. في رسالته، أمر جارثيا بالانضمام إلى الرئيس جارثيا باريوس في دولوريس ديل لاكاندون، لكنه في المقابل أشار إلى الطريق الذي يؤدي مباشرة إلى البحيرة.
جارثيا، وبعد وقت قصير من تلقيه أوامره، قام ببناء حصن في تشونتوكي، حوالي 500 كيلو متر جنوبًا بالقرب من بحيرة بيتين وإيتزا، كقاعدة عسكرية أساسية لمشروع الطريق الملكي؛ كان خوان ديل كاستيلو وأروي المسئولين عن قاعدة الإمدادات الموجودة في كاويتش. في السابع والعشرين من مايو، عزز أورثوا الميليشيات العسكرية بانضمام ثلاث قبائل جُدد، 25 رجلًا من كل قبيلة، كقوات إضافية لجارثيا. كان هناك اثنين من القبائل الإسبانية وواحدة ذات عرق مختلط، مكونة من الهجناء والمارون.

##### الاشتباك في تشونبيتش
تقدمت مجموعة ساخكاب تشين، المكونة من فرسان آصليين، على أقدامهم مع بناة الطرق متجههين من تسوكتسوك إلى أول بلدة من الكيخاتشي في تشونبيتش، مهجورة من قبل سكانها، تاركين كمية كبيرة من المواد الغذائية. أرسل ضباط المجموعة رسولًا إلى جارثيا يطلبوا منه تعزيزات في تسوكتسوك. ومع ذلك، قبل وصول التعزيزات، عاد نحو خمسة وعشرين من الكيخاتشي إلى تشونبيتش بسلال لجمع ما هجروا من طعام. كان حراس ساخكاب تشين متوترون، وبسبب خوفهم من عودة جميع السكان؛ قاموا بإطلاق النار من بنادقهم عليهم، وبعد ذلك انسحبت كلا المجموعتين. لاحقًا، وصل فرسان البنادق لمساندة الحراس الذين أصيبوا في الاشتباكات مع المايا، وانسحب الكيخاتشي بدون إصابات إلى مسارات في الغابة، ساخرى ن من الغزاة. استمرت مجموعة ساخكاب تشين في تقدمها ووجدوا مستعمرتين مهجورتين أيضًا، مع كميات كبيرة من الطعام متروكة. قاموا بإحكام السيطرة عليها والعودة من نفس المسار.

##### التعزيزات
حوالي يوم 3 أغسطس، تقدم جارثيا بجيشه كاملًا إلى تشونبيتش، وفي أكتوبر، استقر الجنود الإسبان بالقرب من مصادر نهر سان بيدرو. في نوفمبر، أعلنت تسوكتوك بأن لديها حامية مكونة من ستة وثمانين جنديًا وهناك المزيد في تشونتوكي؛ في الشهر نفسه عاد جارثيا إلى كامبيتشي. في ديسمبر 1695، كان أورثوا ينهي خطته للمعارك من أجل غزو الإيتزا، وأرسل تعزيزات إلى الحامية الأساسية بواسطة الطريق الملكي. كانت الحامية مكونة من خمسمائة جندي إسباني ومارون، وأيضًا مائة جندي من المايا جنبًا إلى جنب مع العمال والرعاة. تقدمت مجموعة مختلطة من المايا وغيرهم مكونة من خمسمائة رجل، اتحدوا مع جارثيا في كامبيتشي متوجهين ناحية الطريق الملكي، وصولًا إلى نهر سان بيدرو. فيما لم تخرج باقي القوات من كامبيتشي حتى مارس 1696.

#### مداهمة أبيندانيو من يوكاتان، يونيو 1695
في 18 مايو 1695، طلب أورثوا من الفرانسيسكان الأعلى للمقاطعة، الراهب أنطونيو دي سيلفا، إرسال ثلاثة مبشرين لدعم الحملة العسكرية الخاصة بجارثيا دي باريديس. عين أنطونيو دي سيلفا مجموعتين من الفرانسيسكان للسفر إلى بيتين؛ تلقت المجموعة الأولى، المكونة من ثلاثة رهبان وتلميذ، أوامر بانضمامها إلى الحملة العسكرية لجارثيا وخرجوا من ميريدا يوم 30 مايو. أما المجموعة الثانية فقد بقت مع جارثيا فقط من أجل راحته، ولكن وبأوامر من أورثوا، تحركوا متخطين الحملة إلى نوخبيتين ليحاولوا التواصل مع الإيتزا. كانت تلك المجموعة الثانية برئاسة الراهب أندريس دي أبيندانيو، ويرافقه الراهب أنطونيو بيريز دي سان رومان والشقيق ألونسو دي بارجاس وستة من المايا المسيحيين القادمين من ميريدا وشعوب أخرى من طريق كامبيتشي. خرجت المجموعة الخاصة بأبيندانيو من ميريدا يوم 2 يونيو 1695، أي قبل أسبوع من خروج حملة جارثيا، وتوجهوا نحو قاعدة إمدادات خوان دي كاستيلو وأروي في كاويتش، التي أنشئت لدعم حملة جارثيا. في يوم 24 يونيو، غادرت المجموعة من كاويتش وعبرت إلى منطقة غير مأهولة. في 29 يونيو، وصلوا إلى معبد مهجور تابع للمايا، والذي يُشار له باسم نوخكو، والتي تعني المعبد الكبير.
على الرغم من أن الإسبان الذين مروا بالفعل من خلال هذا المكان قد دمروا العديد من الأصنام، إلا أنه عند وصول الرهبان إلى المعبد قد وجدوا حوالي خمسين منحوتة احتفالية أخرى فقاموا بتدميرهم. كما قاموا بوضع صليب داخل المعبد. ذهبت المجموعة الثانية من الرهبان إلى نوخكو في طريقها للانضمام إلى حملة جارثيا ولكنهم وجدوا أن سكان المايا قد وضعوا تماثيل جديدة. واصلت المجموعة في طريقها ناحية الجنوب، وكلما توغلوا أكثر وجدوا إشارات جديدة لوجود المايا، حتى وصلوا إلى معسكر القائد خوسيه فرنانديز دي أستينوس في بلدة مهجورة تدعي نوختوب، والتي تم تطهيرها من قبل الإسبان بأوامر من جارثيا في وقت سابق.
استمر أبيندانيو نحو الجنوب على طول الطريق الجديد، وكان يمكن رؤية المزيد والمزيد من الآثار المترتبة على النشاط العسكري الإسباني على السكان المحليين، كحصار السكان وغزو الحقول والبساتين من أجل تعزيز قوة الجيش. وصل الفرانسيسكانيون إلى جارثيا في بوكتي، على بعد اثني عشر كيلو مترًا شمال تسوكتوك. وصلت المجموعة الخاصة بأبيندانيو إلى تسوكتوك، وخيموا بالقرب من حدود الكيخاتشي في 10 يوليو وغادروا بعد أسبوعين، تقريبًا في نفس وقت وصول جارثيا مع أسرى بوكتي، حيث تم أسرهم من أجل أعمال السخرة. قبل مغادرته، اشتكى الرهبان من سوء معاملة ضباط جارثيا للسكان المحليين، فتعهد جارثيا بتحسين معاملته مع السكان. في الثالث من أغسطس، انتقل جارثيا إلى تشونبيتش لكنه حاول إقناع أبيندانيو بالبقاء حتى حضور سجناء بوكتي. ولكن بدلًا من ذلك، قسم أبيندانيو مجموعته وخرج سرًا مع أربعة من رفقائه من المايا المسيحيين فقط، بحثًا عن الكيخاتشي من تشونبيتش الذين هاجموا بعض من شركاء جارثيا المتقدمين عن القوات وهربوا إلى الغابة. لم يتمكن أبيندانيو من العثور عليهم، ولكنه استطاع إيجاد معلومات عن الطريق المؤدي الي مملكة الإيتزا في الجنوب. وجد أبيندانيو أربعة من فرسان ساخكاب تشين الذين قدموا رسالة من الكابتن فرنانديز دي أسينتوس، والتي احتوت على معلومات تخبره بأنه إذا أكمل جنوبًا فلن يجد إلا مستوطنات صحراوية، مع بقايا الذرة الفاسدة مهجورة من قبل سكانها. عاد أبيندانيو إلى تسوكتوك لمراجعة خططه؛ افتقر الراهب إلى الإمدادات، وكانت المايا تحشد قواتها، وهؤلاء الذين قاموا بتحويل ديانتهم إلى المسيحية قد هربوا إلى الغابة. بالإضافة إلى ذلك، لم يعر المسئولون الإسبان أي اهتمام لمخاوف الفرانسيسكان؛ وكان جارثيا يقوم باختطاف النساء والأطفال على أن يتم تحويلهم لاحقًا والحاقهم بالعمل القسري. اتبع الفرانسيسكان خطة مختلفة والتي أثبتت عقمها في نهاية المطاف: قرروا اتباع طريق العودة من الشمال إلى خوبليتش بالقرب من مدينة كامبيتشي في محاولة للوصول إلى الإيتزا من خلال تيبوخ. نهى الراهب الأكبر الفرانسيسكان عن أخذ هذا الطريق، وأصدر أنطونيو دي سيلفا أمرًا لأبيندانيو بالعودة إلى ميريدا، حيث وصل يوم 17 سبتمبر 1695. وفي الوقت نفسه، استمرت مجموعة أخرى من الفرانسيسكان، بقيادة خوان دي بوينابينتورا تشافيز، بالمتابعة وصولا لبناة الطريق في أراضي الكيخاتشي ومرورًا بأكسبام وباتكاب وتشونتوكي، حيث أنها موجودة حاليًا في تشونتوكي بالقرب من كارميليتا، بيتين.

#### خوان دي سان بوينابينتورا بين الكيخاتشي، سبتمبر - نوفمبر 1695

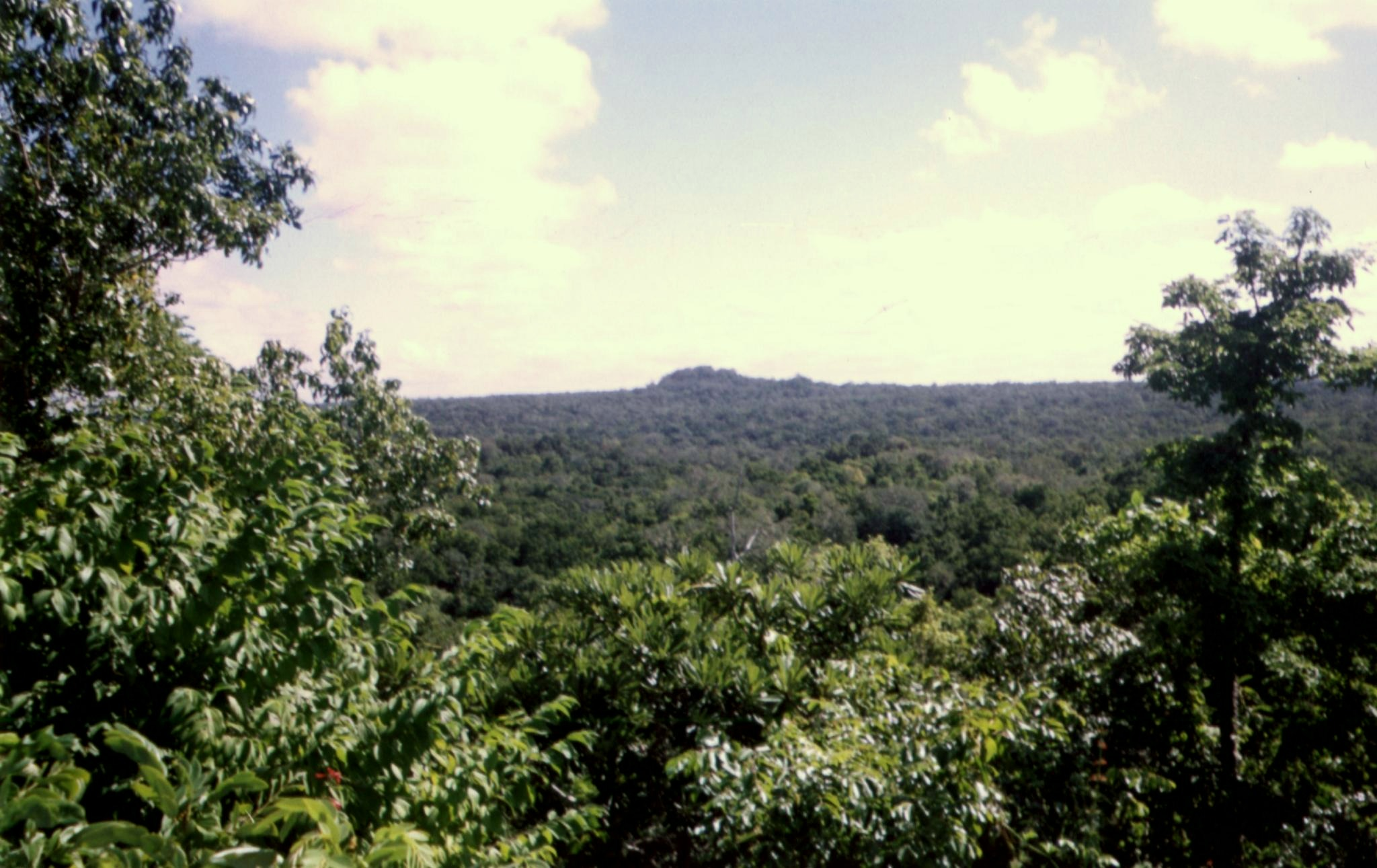
مشهد من غابة منطقة الكيخاتشي من هرم التنتال، بالقرب من مقر البعثة الإسبانية القديمة في تشونتوكي.

وصلت مجموعة صغيرة من الفرانسيسكانيين برئاسة خوان دي بوينابيتورا إلى تشونتوكي في يوم 30 أغسطس 1695، وجدوا أن الجيش قد قام بالفعل بغزو الطريق جنوبًا، ما يقرب من واحد وسبعين كيلو مترًا، أي تقريبًا منتصف الطريق لبحيرة بيتين إيتزا، لكنهم عادوا إلى تشونتوكي بسبب الأمطار الموسمية. كان سان بوينابيتورا يرافقه كلا من الرهبان خوسيه دي خوسيس ماريا وتوماس دي ألكوسير والمرافق لوكاس دي سان فرانثيسكو. بعد عودة أبيندانيو إلى ميريدا، أرسل الرئيس الأعلى للمقاطعة، أنطونيو دي سيلفا، اثنين من القساوسة الإضافيين للانضمام لمجموعة سان بوينابيتورا: وهم دييغو دي إتشيفاريا ودييغو دي سالاس. كلف واحد منهم بمهمة تحويل شعب الكيخاتشي إلى المسيحية، أما الآخر فقد تلقى بالفعل أوامر بفعل المثل ولكن مع شعب تشونتوكي.
على الرغم من أن غارسيا دي باريديس كان مترددًا في السماح للمجموعة بالخوض في أراضي الإيتزا، إلا أنه رضخ لتعليمات القائد الأعلى دي سيلفا في أواخر شهر أكتوبر والتي تأمر باستمرار بوينابيتورا ورفقائه في طريقهم نحو نوخبيتين، على الرغم من أن ذلك لم يحدث على الإطلاق. في الرابع والعشرين من شهر أكتوبر، كتب سان بوينابيتورا للقائد الأعلى للمقاطعة يخبره أن الكيخاتشي الهمجيين قد أصبحوا مسالمين، وأبلغه أن الإيتزا على استعداد لاستقبال الإسبان في سلام. وفي اليوم نفسه، وصل اثنين وستين رجلًا من الكيخاتشي طواعية إلى تشونتوكي من باك إيك أم، حيث يعيش ثلاثمائة كيخاتشي آخرين. أرسل بوينابيتورا الراهب المرافق لوكاس دي سان فرانثيسكو لإقناعهم بالانضمام للبعثة في تشونتوكي. قام لوكاس بتدمير التماثيل الوثنية ولكن لم ينضم السكان للبعثة بسبب خوفهم من عدم حصولهم على طعام كافي هناك. بدلًا من ذلك، تم إرسال الراهبان توماس دي ألكوسير ولوكاس دي سان فرانثيسكو إلى باك إيك أم في 30 أغسطس لتأسيس بعثة هناك، حيث تم استقبالهم بشكل مرحب من قبل قائد القبيلة والكاهن الوثني للقبيلة. كانت باك إيك أم بها ما يكفي من الإسبان لإبعادها عن أي تدخل عسكري، كما أشرف الرهبان على بناء كنيسة هناك والتي أصبحت من أكبر مراكز البعثات في أراضي الكيخاتشي. بُنيت الكنيسة الثانية في باتكاب لخدمة أكثر من مائة لاجئ كيخاتشي والذي كان مسئولًا عنها هو الراهب دييغو دي إتشيفاريا، وفي تسوكتوك تم بناء كنيسة أخرى تحت إشراف دييغو دي سالاس.

#### توغل أبيندانيو من يوكاتان، ديسمبر 1695 – يناير 1696
خرج الفرانسيسكان أندريس دي أبيندانيو من ميريدا في 13 ديسمبر عام 1695 ووصل إلى نوخبيتين حوالي 14 يناير 1696؛ سالكًا الطريق الجديد إلى أقصى حد له ثم وصل إلى نوخبيتين بمساعدة مرشدين محليين. كان يصاحبه كلا من الرهبان أنطونيو بيريز دي سان رومان وخوسيه دي خيسويس ماريا ودييغو دي إتشفارييا ولوكاس دي سان فرانثيسكو؛ حيث التقط بعضهم في طريقه إلى الجنوب. وفي 5 يناير، تجاوز الوحدة الرئيسية للجيش في باتكاب وأكمل حتى تشونتوكي. ومن تشونتوكي، اتبع مسار اقتادتهم إلى ما بعد منبع نهر سان بيدرو وعبر سلسلة من التلال شديدة الانحدار الكارستية نحو بئر ماء بالقرب من بعض الأنقاض، والتي سجلها أبيندانيو باسم تانوكسومول. ومن تانوكسومول، اتبعوا مسار نهر صغير يُسمى أكتي حتى وصلوا إلى شعب من إيتزا تشاكال يُدعي تساكليماكال. وأخيرًا، وصولًا إلى أقصى الغرب من بحيرة بيتين إيتزا حيث تلقوا ترحيبًا حارًا من الإيتزا هناك.
لم يكن الرهبان على علم بأن قبيلة تشاكال إيتزا والموجودة في شمال المملكة مُتحالفة مع شعب الكووه وفي حالة حرب ضد ملك الإيتزا. في محاولة لعرقلة العلاقات الودية بين الإيتزا والإسبان، استحوذ تشاكال إيتزا على معظم الهدايا الإسبانية التي بعثتها السلطات الاستعمارية لملك الإيتزا. وبعد يوم من وصول الرهبان، ومن جانبه عبر أخ كان إيك البحيرة برفقة ثمانين زورق لاستقبال الزوار في مدينة نيش، وهي مدينه ساحلية تابعة للإيتزا تقع على الضفة الغربية للبحيرة. رافق الفرانسيسكانيون كان إيك مرة أخرى إلى نوخبيتين، وخلال الأربعة أيام اللاحقة، قام أبيندانيو بتعميد حوالي ثلاثمائة طفل من الإيتزا، كما قام الراهب بمحاولة فاشلة لإقناع كان إيك للتحول إلى المسيحية والخضوع لملك إسبانيا. حاول الراهب الفرانسيسكاني إقناع ملك الإيتزا بإن الثامن من كاتون أخاو، وهي دورة تقويم للمايا مكونة من عشرون عامًا والتي بدأت في عام 1696 أو 1697، هي اللحظة المنشودة لاحتضان الإيتزا وتحويلهم إلى المسيحية واستسلامهم لملك إسبانيا. ذكر ملك الإيتزا النبوءة القديمة للإيتزا كما فعل آخر مرة، وقال أن الموعد المناسب لم يحن بعد، وعلى الرهبان أن يعودوا بعد أربعة أشهر، لأن هذا سوف يكون الوقت المناسب لتنصير الإيتزا واستسلامهم.
في التاسع عشر من يناير، وصل آه كوهو، ملك الكووه، إلى نوخبيتين، حيث التقى بأبيندانيو وناقشه عن رغبته في عدم الاستسلام ولا التحول إلى المسيحية. كشفت المحاثات بين أبيندانيو وكان إيك وآه كوهو عن انقسامات واضحة بين الإيتزا، وخيانة عميقة من قبل كان إيك لشعبه، حيث أن تقديم مملكته للإسبان قد قوض من حكمه لشعبه. عندما علم كان إيك بأن هناك مؤامرة يحيكها الكووه وحلفائهم من التشاكال بهدف قتل الرهبان، نصحهم بالرجوع إلى ميريدا عن طريق تيبوخ. وأدت محاولات ملك الإيتزا لحماية ضيوفه إلى فقدانه السلطة مع هيمنة الشعور المعادي للإسبان على شعب الإيتزا. تم اقتياد الرهبان إلى يالاين، حيث تم استقبالهم بشكل جيد؛ وبينما هم هناك سمعوا شائعات عن معركة والتقدم الإسباني نحو بحيرة بيتين إيتزا. قام مرشدو اليالاين بإرشادهم إلى الطريق ولكن سرعان ما تخلوا عنهم. تجول الرهبان كثيرًا وواجهوا العديد من الصعوبات أيضًا حتى موت واحد من رفقاء أبيندانيو، وبعد التجول في الغابات لمدة شهر، عثروا علي طريق للعودة إلى تشونتوكي ومنها عادوا إلى ميريدا.

#### معركة تشيتش، 2 فبراير 1696
بعث كان إيك بمرسال إلى ميريدا في ديسمبر 1695 لإخبار مارتين دي أورثوا بان الإيتزا على استعداد للخضوع للمملكة الإسبانية. في منتصف شهر يناير، كان القائد جارثيا دي باريديس قد تقدم إلى باتكاب حيث الجزء المهم والمتقدم من الطريق الملكي في تشونتوكي. في تلك اللحظة، لم يكن معه سوى تسعين جنديًا فقط، بالإضافة إلى العمال والحمالين، لأن عدد كبير من الجنود قد تركوه للانضمام للجيش المتقدم في طريقة لبحيرة بيتين إيتزا. تأخر الفريق كذلك بسبب الحاجة لبناء قارب لعبور نهر سان بيدرو. بعد فترة وجيزة من هروب أبيندانيو من نوخبيتين نحو الشرق، دخلت مجموعة مكونة من ستين رجلًا من محاربين المايا إلى تشونتوكي يحملون السلاح وطلاء الحرب، حيث قالوا أنهم قد بُعثوا بأمر من أبيندانيو لجمع معلومات عن المظاهر الدينية ولإحضار راهب آخر. كان أمر البعث هذا غير صحيح، فمن المحتمل جدًا أنهم كانوا قوة من المستكشفين قد تم إرسالهم بواسطة الكووه أو حلفائهم الإيتزا بهدف التجسس وجمع المعلومات عن تقدم الجيش الإسباني في بناء الطريق الملكي. بعد التحدث مع جارثيا، غادروا بسرعة بدون فعل ما كان يجب عليهم فعله. أرسل جارثيا اثنين من المستكشفين الكيخاتشي إلى ضفة البحيرة لمعرفة مكان وجود أبيندانيو. وفي الوقت نفسه، عاد مُرشدو الكيخاتشي التابعين لأبيندانيو من نوخبيتين إلى تشونتوكي يحملون أنباء عن هروب أبيندانيو. كان الإيتزا قد سلموا رسالة مفتوحة كُتِبت بواسطة أبيندانيو قبل خروجه من نوخبيتين كعربون صداقة بين الإسبان والإيتزا. بدأ أبيندانيو متحمسًا بسبب هذا الخطاب حيث كان يريد الذهاب إلى نوخبيتين.
أرسل جارثيا القائد بيدرو دي زوبيار، الضابط الأعلى لقواته، إلى بحيرة بيتين إيتزا، حيث وصل مع ستين فارسا والراهب بوينابيتورا وفرانسيسكان آخر، ورافقهم أيضًا ما يقرب من أربعين حمالًا من المايا. في الثاني من فبراير، اقترب اثنين من الإيتزا إلى البعثة وأخبروهم بأن هناك معركة دائرة حاليًا بين فرقة إسبانية متقدمة من غواتيمالا وبين الإيتزا؛ قاد هاتان الاثنتان الوحدة العسكرية إلى قاعدة إيتزا القريبة، حيث عرضوا على القائد زوبيار رسالة أبيندانيو لإقناعه بأنه يمكنه التحرك بأمان. كان ميناء مدينة تشيتش مهجورًا، ولكن اقترب عدد كبير من زوارق الإيتزا حوالي 300 زورق يحملون ما يقرب من ألفي جنديًا حسب تقديرات القائد الإسباني. بدأ المحاربون الاختلاط بحرية بين أعضاء البعثة، وبدأوا في تحميل الإمدادات إلى الزوارق، وعرضوا نقل أعضاء البعثة العسكرية إلى نوخبيتين على أن يتم نقل جنديًا إسبانيًا في كل زورق. استقل الرهبان زورق مع اثنين من الجنود الإسبانيين كحماية لهم. في تلك اللحظة كان هناك قتال؛ واضطر أكثر من عشرة جنود إسبان إلى ترك الزوارق، وتم ضرب اثنين من العمال حتى الموت. تم قطع رأس واحدًا من الجنود المأسورين. عندها، فتح الإسبان النيران، مما أدى لهروب الإيتزا في زوارقهم حاملين معهم عدد كبير من السجناء.
انسحب الإسبان من البحيرة لإعادة تجميع صفوفهم في العراء، حيث حاصرهم نحو ألفي محارب من الإيتزا وحاولوا نزع السلاح منهم. في المعركة، نجح الإيتزا في أسر بعض من الجنود الإسبان الذين تم قطع رأسهم على الفور. في ذلك الوقت ظهر نحو ما يقارب من عشرة آلاف من رماة أسهم الإيتزا كانوا مختبئين في زوارق أخرى بين أشجار المانغروف على الشاطئ، وأمر زوبيار رجاله بإطلاق النار، مما أسفر عن مقتل ثلاثين أو أربعين من الإيتزا. بعد انقسامهم لأعداد صغيرة، تراجع الإسبان نحو تشونتوكي تاركين خلفهم زملائهم المأسورين لمصيرهم. وقد أبلغ واحد من الجنود الإسبان وستة من سكان المايا الأصليين، الذين هربوا في بداية المواجهات، جارثيا أن البعثة العسكرية بأكملها قد ذبحت عن بكرة أبيها؛ ومع ذلك، فبعد تلك الأحداث بيومين، وصل زوبيار والناجين إلى المخيم في تشونتوكي. ذكر أورثوا أن السجناء الإسبان قد أعُدموا في نوخبيتين، وهذه حقيقة أكدها أختشان في وقت لاحق. وعلى ما يبدو، فإنهم قد وجدوا عظام الإسبان الموتى بعد سقوط نوخبيتين عام 1697. قال أخكين كان إيك، كاهن من الإيتزا، في وقت لاحق أنهم ربطوا بوينابينتورا وزميله صالبين إياهم حيث اقتلعوا قلوبهم من أجسادهم.
أقنعت تلك الأحداث أورثوا بإن كان إيك لن يستسلم سلميًا، فبدأت الاستعدادات لهجوم حاسم ضد نوخبيتين. كان الإذن بتجنيد التعزيزات قد صدر بالفعل وبشكل عاجل، ولكن كان الوضع حرجًا بسبب تمرد سبعين من ضمن مائة جندي ولم يصلوا أبدًا إلى معسكر جارثيا. تم مضاعفة عمال البناء في الطريق الملكي وبعد شهر واحد على معركة تشيتش وصل الإسبان إلى البحيرة مسلحين بالمدفعية. من جديد، ظهر عدد كبير من الزوارق، وفتح الجنود الإسبان الخائفين النار من البنادق والمدافع. لم تقع خسائر في صفوف الإيتزا الذين تراجعوا على مسافة رافعين الراية البيضاء.

#### غارة أميسكيتا من بيراباث، فبراير– مارس 1696
لم تكن السلطات الاستعمارية في غواتيمالا على علم بالأحداث الجارية بين يوكاتان والإيتزا. في النصف الثاني من عام 1695، بدأ الرئيس باريوس بإنشاء بعثة جديدة ضد الإيتزا من بيراباث، عقب استقباله لانتقادات لاذعة بعد تراجع دياز دي بيلاسكو بعد وصوله إلى بحيرة بيتين إيتزا في وقت سابق من نفس العام. بالرغم من ذلك، تُوفي باريوس في نوفمبر 1695، وأصبح القاضي خوسيه دي أسكالاس هو القائم بأعمال رئيس الإدارة الاستعمارية في غواتيمالا. قام بتكليف القائد بارتولومي دي أميسكيتا لقيادة الحملة القادمة ضد الإيتزا. سار أميسكيتا برفقة رجاله تحت الأمطار الكثيفة من كاهابون إلى موبان، ليصلوا في 25 فبراير عام 1696؛ لم تكن غواتيمالا مدركة بدخول الإيتزا في اشتباكات مع رجال جارثيا. تعرضت بعثة أميسكيتا لنقص في الأيدي العاملة والإمدادات. أصيب مائتا رجل من أصل خمسمائة رجل بالمرض، وتم تأخر البعثة في تقدمها لحين استراحة أعضائها في موبان. قام القائد دياز دي بيلاسكو برئاسة مجموعة مكونة من خمسة وعشرين رجلًا متوجهين للبحيرة؛ بصحبة الراهبان كريستوفر دي برادا وخاسينتو دي بارخاس وأيضًا أخكيكساو، أحد نبلاء المايا والذي تم أسره خلال البعثة السابقة لدياز، حيث لعب دور المرشد ذي الثقة والمستكشف والمترجم أيضًا. غادروا موبان يوم 7 مارس، وبعد مسيرة خمسة أيام، تركوا بعض الجنود المرضى خلفهم مع إمدادات. عند وصولهم لنهر تشاكال، وجدوا مجموعة متقدمة من بناة الطريق الملكي مع مرافقه عسكرية. تقدمت القوتان بقيادة دياز مع تسعة وأربعين جنديًا وأربعة وثلاثين عامل بالإضافة لبعض رماة الأسهم من المايا من بيراباث. عند وصولهم إلى إيكسبول، بالقرب من شاطئ بحيرة بيتين إيتزا، قاموا بإرسال كيكساو كمرسال لهم إلى نوخبيتين.

##### محاولة أميسكيتا لتحديد مكان دياز دي بيلاسكو
في نفس الوقت في موبان، تلقى أميسكيتا إمدادات إضافية، وقرر الوصول إلى معسكر دياز دي بيلاسكو. غادر الموبان في 10 مارس 1696 مع الراهب أوجستين كانو وقرابة 10 جنود. وصل تشاكال في وقت لاحق من نفس الأسبوع، ولكن ما زال لم يتلق أي أنباء عن دياز أو أخكيكساو. في 20 مارس، ترك أميسكيتا تشاكال برفقة ستة وثلاثين رجلًا وإمدادات تكفي لمدة أربعة أيام للبحث عن مجموعة دياز، والتي وفقًا لأميسكيتا، يجب أن تكون قريبة. بعد يومين من السفر في ظل الحرارة الشديدة، وجدوا بعض العمال من بيراباث والذين قد تركهم دياز خلفه. تتبع الباحثون دياز إلى ضفة بحيرة بيتين إيتزا، بالقرب من عاصمة الإيتزا. وعند استكشافهم للضفة الجنوبية، تتبعهم حوالي ثلاثون زورق تابع للإيتزا، فيما تتبعهم بعض الإيتزا عن طريق البر، لكنهم بقيوا على مسافة آمنة. وجد الإسبان وفرة من الآثار التي تدل على أن مجموعة دياز كانت في هذا المكان، وظن أميسكيتا أنهم قد عبروا إلى نوخبيتين. كتب أميسكيتا رسالة إلى دياز وأعطاها إلى واحد من الإيتزا، الذي وعد بتسليمها إلى دياز، اقترب العديد من الإيتزا من الإسبان ومن ضمنهم واحدًا من نبلاء الإيتزا والذي تبادل الهدايا مع أميسكيتا. كانت محاولات الاتصال المختلفة لمعرفة مكان دياز تثير توتر الإيتزا، الذين ردوا بغضب، على الرغم من أن لا أحد في المجموعة يُمكنه تحدث الإسبانية. أشار الإيتزا للإسبان بأن عليهم الذهاب نحو البحيرة على طول ممر ضيق والصعود على متن الزوارق الصغيرة الراسية في مكان قريب. تعرف واحد من ضباط أميسكيتا على شخص من السكان الأصليين الموبان والذي خدم في الجيش كجندي في الحملة الأولى لدياز، حيث أشار له أنهم لا يجب عليهم الوثوق في الإيتزا. 
كانت الزوارق الصغيرة التي عرضها الإيتزا تثير ريبة أميسكيتا، مع علمه أن الإيتزا أيضًا يمتلكون زوارق بحمولة تكفي ثلاثين رجلًا؛ كما علم أيضًا أن هذه خطة مفضلة لدي الإيتزا بإقناع أعدائهم لاستخدام زوارق صغيرة للفصل بينهم ومن ثم قتلهم بطريقة أسهل. وقد اشتبه في أخكيكساو أنه قد قام بخيانتهم، وكان هذا بالضبط ما قد حدث مع دياز ورجاله. مع اقتراب الليل، كانت البعثة في مكان مكشوف مع القليل من الطعام وبدون أي أخبار عن دياز ورجاله، فانسحب أميسكيتا من البحيرة وأخذ رجاله لمواقع في تلة مجاورة صغيرة. في الصباح الباكر، أمر أميسكيتا بالتراجع تحت ضوء القمر مستخدمين فقط عدد صغير من الكشافات لإضاءة الطريق. عاد الإسبان إلى نهر تشاكال يوم 25 مارس، ومن هناك تراجع لسان بيدرو مارتير، حيث وصلوا هناك يوم 9 أبريل، وعانوا من تدهور الحالة المادية والأعاصير ومختلف الأمراض بالإضافة إلى شائعات عن وجود أعداء في مكان قريب. قامت البعثة المستنفذة بإنشاء مخيم على بعد حوالي 37.7 كيلو مترًا جنوب الموبان.

##### مصير بعثة دياز دي باليسكو
بعد سقوط نوخبيتين، وصف الراهب كانو المصير الأخير لدياز دي بيلاسكو ورفاقه؛ حيث زعم أنه حصل على معلومات بعد اللقاء مع جنود يوكاتان الذين شاركوا في الهجوم على عاصمة الإيتزا وأيضًا شواهد من التشول، على الرغم من عدم وجود تشول يوم نوخبيتين. وصلت مجموعة دياز إلى ضفة البحيرة حيث قال لهم الإيتزا المتواجدين هناك أن بعض الرهبان الفرانسيسكانيين متواجدين في نوخبيتين. كان الإسبان حذرين منذ البداية، وطلبوا أدلة، ولذلك أحضر لهم رسول من الإيتزا مسبحة كدليل. وعند بحثهم في الأرجاء، لمحوا رجالًا يرتدون كالرهبان يدعونهم للعبور؛ في الواقع لقد كانوا إيتزا يرتدون ملابس اثنين من الرهبان الذين قتلوهم مؤخرا في الجزيرة. صعد دياز وجنوده إلى الزوارق وتركوا ثلاثين من المايا الحمالين مع البغال والإمدادات على الشاطئ.
وفجأة في البحيرة، استقل بعض من الإيتزا الزوارق وقتلوا العديد من رجال بيلاسكو؛ تم سحب الجرحي إلى الشاطئ حيث قاموا بقتلهم. كان دياز والدومنيكان واثنين من الجنود في زورق كبير فلم يستطع الإيتزا الوصول إليه فقاد الزورق ليصل به إلى نوخبيتين؛ دار هناك قتال عنيف، حاول دياز الدفاع عن نفسه بسيفه حتى قتل عدد من الإيتزا. قام الجنديان الآخران بفتح النار على الفور، في حين تم أسر الرهبان وتعليقهم على صلبان قبل استخراج قلوبهم. على شاطئ البحيرة، هاجم الإيتزا الحمالين الذين يحرسون الإمدادات وقتلوهم جميعًا. قتل الإيتزا حوالي سبعة وثمانين رجلًا من البعثة، بما في ذلك خمسون جنديًا واثنين من الدومنيكان وخمسة وثلاثين مساعد من المايا. في وقت لاحق بعد سقوط نوخبيتين، استعاد الإسبان العظام المتبقية من المجموعة الصغيرة التي لقت حتفها في نوخبيتين ونقلوهم إلى سانتياغو دي لوس كاباليروس دي غواتيمالا لدفنهم بشكل لائق.

##### توابع ونتائج دخول أميسكيتا
خلال الأسابيع التالية، أرسل أميسكيتا بعض المستكشفين لإيجاد تواصل مع المجتمعات المحلية للموبان والتشول، بما في ذلك تشوك أخاو، أخ ماي، أكسبول والمانتشي؛ لم تنجح تلك المحاولات حيث هرب معظم السكان الأصليين إلى الغابات، تاركين خلفهم مجتمعات وقرى مهجورة. في سان بيدرو مارتير، تلقى أميسكيتا أنباءًا عن وصول بعثة دبلوماسية من اختشان إلى ميريدا في ديسمبر 1695 مع الخضوع الإيتزا الرسمي للسلطات الإسبانية. كان أميسكيتا في حيرة من أمره بسبب تلك الأخبار التي لا تتناسب مع فقدان رجاله على بحيرة بيتين إيتزا، وبسبب مواجهته لظروف مروعة في سان بيدرو مارتير، قرر أميسكيتا ترك البعثة غير المكتملة.
أوصى فراي كانو للرئيس الجديد لغواتيمالا بنقل سكان التشول إلى بيراباث، لإدارتهم بشكل صحيح. ونتيجة لفشل الحملة الأخيرة، قبل الرئيس بتوصية كانو، وأمر بتفكيك الحامية وترحيل جميع المايا المأسورين إلى رقعة واسعة في جنوب بيتين، بالقرب من رابينال في بيراباث. وقد اتسم هذا النقل بالوحشية والقسوة، وقد أدانه عدد من كبار المسئولين بما فيهم القاضي خوسيه دي أسكالس وأميسكيتا.

### سقوط نوخبيتين

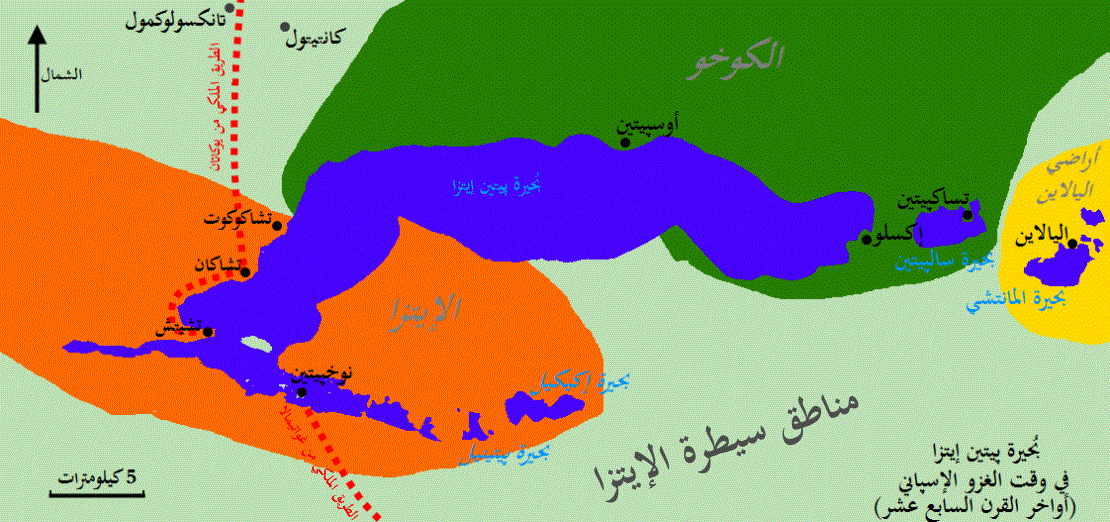
بحيرة بيتين إيتزا في وقت الغزو الإسباني.

كانت المقاومة المستمرة من قبل الإيتزا قد تحولت إلى حرج مؤلم بالنسبة للسلطات الاستعمارية الإسبانية، والتي قررت إرسال جنود من كامبيتشي للسيطرة على نوخبيتين مرة واحدة وإلى الابد. تم الهجوم النهائي بفضل الانفتاح الجزئي للطريق الملكي من ميريدا إلى بيتين في ديسمبر 1696، وصل الطريق إلى شاطئ بحيرة بيتين إيتزا، على الرغم من وجود بعض الأماكن غير السالكة للعبور ولم يتم الانتهاء منها بشكل نهائي. وفي الوقت نفسه، كان هناك انقسامات عميقة بين القادة السياسيين من الإيتزا، وهذا لم يسمح بدفاع موحد لمملكة الإيتزا.

#### الاستعدادات الأخيرة

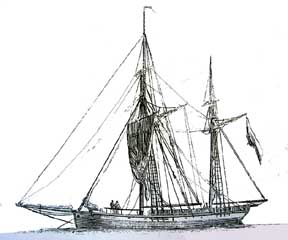
توضيح لصورة البارجة البحرية (الجاليوتا)، في قاموس البحرية لعام 1831.

في أواخر ديسمبر 1696، هاجم إيتزا تشاكان حامية كبيرة للكيخاتشي في باك أيك إم، وقاموا بخطف جميع السكان تقريبًا وأحرقوا الكنيسة. أثر هذا على الروح المعنوية للحامية الإسبانية فقاموا بدفن الأسلحة والذخائر وانسحبوا قرابة خمسة أميال نحو كامبيتشي. منذ أواخر ديسمبر 1696 وحتى منتصف يناير 1697، أرسل أورثوا عدة مجموعات الجنود والعمال على طول الطريق إلى البحيرة؛ كانت المجموعة الأولى بقيادة بيدرو دي زوبيار لديها تعليمات للبدء في بناء سفينة حربية ذات مجاديف وأشرعة تُدعي جاليوتا. تبع هذه المجموعة تعزيزات أخرى تحمل إمدادات، بما في ذلك الأسلحة الخفيفة والثقيلة والبارود والمواد الغذائية. في 23 يناير، خرج أورثوا من كامبيتشي برفقة مجموعة أخرى من الجنود والفرسان، ليصل بذلك إجمالي التعزيزات إلى مائة وثلاثين جنديًا. عزز الإسبان وضعهم في تشيتش وقاموا بنشر مدفعية ثقيلة للدفاع عن أنفسهم.
وصل مارتين دي أورثوا مع قواته إلى الشاطئ الغربي لبحيرة بيتين إيتزا في 25 فبراير 1697، وقام بزيادة العمل لإنهاء الجاليوتا مرة واحدة وإلى الأبد، وهي سفينة حربية كبيرة مدججة بالمدافع والأسلحة، استغرق العمل عليها حوالي اثني عشر يومًا لإيصالها إلى تشيتش، في أوائل مارس. كان عرض السفينة ثلاثون ذراعًا، أي ما يعادل 14.4 مترًا، وكانت مجهزة باثنى عشرة مجدافًا على كل جانب بالإضافة إلى الدفة والمرساة الحديدية. كان يمكنها حمل أربعمائة رجل وما لا يقل عن خمسة قطع مدفعية، بما في ذلك مدفع خفيف وأربعة مدافع هاون ثقيلة. أما القارب المستخدم لعبور نهر سان بيدرو وأيضًا الذي تم نقله للبحيرة لاستخدامه في الهجوم على عاصمة الإيتزا؛ كان مكون من ستة مجاديف على كل جانب ودفة.
بداية من 28 فبراير فيما بعد، كان الإيتزا يقومون بمضايقة القوات الإسبانية في عدة مناسبات مختلفة؛ فأحيانًا يطلقون عليهم الأسهم، ولكن بدون أي خسائر بشرية. وفي الوقت نفسه، اختلطت مجموعات صغيرة من الإيتزا بحرية مع الإسبان وتلقوا منهم بعض الأشياء، مثل الأحزمة والقلائد والأقراط.

#### الهجوم على نوخبيتين
في 10 مارس، وصل عدد من مبعوثين الإيتزا ويالاين إلى تشيتش للتفاوض مع أورثوا؛ وصل أختشان أولا، والذي كان معروفًا بالفعل في ميريدا؛ تبعه تشاماتش أكسولو، حاكم يالاين. أرسل أيضًا كان أيك زورق يحمل عدة مبعوثين يحملون الراية البيضاء، بما فيهم كهنة من الإيتزا، الذين قَدموا للاستسلام سلميًا. استقبل أورثوا المبعوثين في سلام ودعا كان إيك لزيارة معسكرهم بعد ثلاثة أيام. في اليوم الموعود لوصول كان إيك، لم يأتي، وبدلًا من هذا، فإن المحاربين المايا قد تمركزوا على شاطئ البحيرة في زوارق.
قرر أورثوا التخلي عن محاولة الوصول لحل سلمي ليجعل الإيتزا جزءًا من الإمبراطورية الإسبانية، وفي صباح 13 مارس، شن الهجوم البرمائي ضد عاصمة الإيتزا. ولكنه أبقى على خمسة وعشرين جنديًا إسبانيًا وثلاثة فرسان من المايا وبعض قطع المدفعية في تشيتش للدفاع عن المعسكر. في تلك الأثناء، صعد أورثوا على متن السفينة الحربية برفقة مائة وثمانون جنديًا واثنين من الرهبان وخمسة أشخاص لخدمتهم الشخصية، بالإضافة إلى مبعوث الإيتزا وشقيقه وأيضًا سجين إيتزا من نوخبيتين.
انعطفت الجاليوتا الحربية نحو الشرق من تشيتش، في اتجاه عاصمة الإيتزا؛ في منتصف الطريق تم العثور على أسطول كبير من الزوارق التي منعت الاقتراب من نوخبيتين وامتدت على هيئة قوس بطول الشاطئ وصولًا للضفة الأخرى بطول ستمائة متر. أعطى أورثوا الأمر بشن هجوم ضد زوارق العدو لعبور الحاجز. وكان عدد كبير من المدافعين عن المدينة قد تجمع على شاطئ نوخبيتين وعلى مرتفعات المدينة. أبحرت عدة زوارق أخرى من الشاطئ حتى اقتربت من البارجة البحرية، وبعدها بدأ رماة الإيتزا بإطلاق السهام على الغزاة. أمر أورثوا رجاله بعدم فتح النار عليهم، ولكن الإيتزا قد جرحوا العديد من الجنود بالسهام وقام واحد من الجنود الإسبان بإطلاق بندقيته؛ في تلك اللحظة، فقد الضباط السيطرة على رجالهم، الذين أطلقوا بنادقهم على الإيتزا. ولكن هرب المدافعين قبل إطلاق النار.
سقطت المدينة بعد معركة قصيرة ولكن دامية قُتل على إثرها عدد كبير من الإيتزا؛ عانى الإسبان من خسائر بسيطة. تسبب القصف المدفعي بفقدان العديد من الأرواح على الجزيرة؛ وتخلى الناجين عن العاصمة وحاولوا السباحة إلى الجانب الآخر من البحيرة، وكثير منهم لقى حتفه في المياه. اختبأت البقية في الغابة، واحتل الإسبان مدينة مهجورة. غرز مارتين دي أورثوا رايته على أعلي نقطة في الجزيرة وأعاد تسميتها باسم نويسترا سينيورة دي لوس ريميديوس وسان بابلو، لاجونا ديل إيتزا. هرب نبلاء الإيتزا ولجأوا إلى مستوطنات المايا المنتشرة في جميع أنحاء منطقة بيتين، وفي المقابل، مشط الإسبان المنطقة بواسطة مجموعات بحث. وسرعان ما تم القبض على كان إيك، بفضل تعاون تشامتش تشولو، حاكم يالاين. تم القبض على ملك الكووه كذلك أخ كووخ بسرعة، برفقه بعض نبلاء المايا وعائلاتهم. مع هزيمة الإيتزا، سقط آخر معقل مستقل وغير مهزوم للسكان الأصليين أمام المستوطنين الأوروبيين.

#### النتائج المترتبة
كان مارتين دي أورثوا قليل الاهتمام بإدارة الأراضي المحتلة حديثًا، حيث قام بتفويض ضباط الجيش لحكمها بدون الكثير من الدعم، سواء عسكريًا أو اقتصاديًا. مع وقوع نوخبيتين في أيدي الإسبان، عاد أورثوا إلى ميريدا، تاركًا كان إيك وبعض الأعضاء المهمين من أسرته كأسرى في أيدي الحامية العسكرية في نويسترا سينيورا دي لوس ريميديوس. وتم دعم الحامية –التي لا تزال معزولة في مكان ما بين الكووه والإيتزا المعاديين ولا زالوا مهيمنين على الغابة المحيطة- عسكريًا بواسطة بعثة عسكرية من سانتياغو دي لوس كاباييروس دي غواتيمالا سنة 1699، ورافق البعثة بعض المدنيين الأدنيو، ذو العرق المختلط، والذين جاءوا لتأسيس بلدة خاصة بهم حول معسكر الجيش. جلب المستعمرون الأمراض التي تسببت بالعديد من الوفيات بين الجنود والمستوطنين، والتي أثرت بقوة على السكان الأصليين. بقي الجنود الغواتيماليين ثلاثة أشهر فقط قبل عودتهم إلى سانتياغو دي لوس كاباييروس مع ملك الإيتزا الأسير وابنه واثنين من أبناء عمومته. مات أبناء عمومته خلال الرحلة الشاقة إلى العاصمة؛ في حين قضي أخاو كان إيك وابنه الباقي من حياتهما تحت الإقامة الجبرية في العاصمة الغواتيمالية.
عندما قام الإسبان بغزو بحيرات بيتين عام 1697، تعاون معهم اليالاين في البداية وساعدوهم في القبض على ملك الإيتزا. في هذا الوقت، كان تشامتش تشولو هو ملك اليالاين. شجع حكام اليالاين على التحول للدين المسيحي كوسيلة للحفاظ على السلام مع قوات الاحتلال الإسباني. مع مرور بعض الوقت، بدأ تعاون اليالاين يقل؛ كما أنهم بدأوا في ترك المعسكرات لتجنب الاختلاط مع الجنود الإسبان حيث كانوا يستولون على طعامهم ويخطفون نسائهم ليجعلوهم خدم في ثكناتهم. في ذلك الوقت، وصل استياء اليالاين تجاه قوات الاحتلال لمرحلة كبيرة لدرجة أنهم كانوا يحرقون محاصيلهم بأيديهم ويكسرون الفخار قبل الوقوع في أيدي الإسبان. وفقًا للسجلات الاستعمارية، فقد أحُرقت عاصمة اليالاين في 1698.

## الأعوام الأخيرة للغزو
|                                           |  |                                                         |
| كنيسة استعمارية إسبانية في مدينة دولوريس. |  | قلعة أريسمندي والتي تم بنائها في مدينة نويسترا سينيورا. |

في نهاية القرن السابع عشر، تم ترحيل قرية صغيرة تابعة للتشول موجودة في جنوب بيتين وبليز إلى بيراباث العليا، حيث تم استيعابهم وخلطهم بسكان الكيكتشي بعد الغزو، تم تقسيم الإدارة الاستعمارية لبيتين ما بين السلطات الكنسية في يوكاتان وبين السلطات العلمانية للقبطانية العامة في غواتيمالا. لم يكن هناك وجود إسباني قوي في المنطقة، والتي بقيت معزولة وبعيدة رغم بناء قلعة وسجن هناك، كاستيلو دي أريسمندي، والتي انتهى بنائها في عام 1700.
كان الطريق إلى يوكاتان في حالة يرثى لها بسبب بُعد المسافة بين نويسترا سينيورا، نوخبيتين سابقا، وبين ميريدا، بالإضافة إلى صعوبات التضاريس وعداء السكان الأصليين في المنطقة. في عام 1701، أدرك أورثوا أن الطريق أصبح في حالة يُرثى لها لا تسمح بإرسال مساعدات إلى الحامية العسكرية. وكتب إلى ملك إسبانيا، وطلب منه نقل بيتين من يوكاتان إلى غواتيمالا، فأعطاه الموافقة في 1703 شريطة منح السلطة الكنسية على بيتين إلى هيئة الدومنيكان.
بين عامي 1703 و1753، استقرت الإضرابات في سان خوسيه وسان أندريس على بحيرة بيتين إيتزا، وأيضًا في سانتا آنا جنوب البحيرة، وفي سان لويس وسان توربيدو ودولوريس –التي لا يجب الخلط بينها وبين دولوريسديل لاكاندون- في أقصى الجنوب. كان لكل مستوطنة من هؤلاء قسيس خاص بها يستجيب مباشرة للنائب العام للحامية الإسبانية في نويسترا سينيورا. في العقود الأولى من القرن الثامن عشر، تم بناء كنائس في خمس مدن استعمارية وهي: دولوريس وريميديوس وسان اندريس وسان خوسيه وسانتو توربيدو. بُنيت كنيسة دولوريس عام 1708، تحت إشراف خوان أنطونيو رويز وبوستا مانتي. في عام 1699، كان لبيتين تسعة رهبان، ولكن لاحقًا، خلال الحقبة الاستعمارية، تناقص عددهم بشكل عام في المنطقة. وعلى الرغم من اعتراضات الدومنيكان على نقص عددهم في المنطقة، إلا أنه النظام الفرانسيسكاني قد واصل بزيادة عدد تابعيه في يوكاتان، وكان هو آخر نظام مسيحي يشرف على الرعاية الروحانية لبيتين خلال الفترة الاستعمارية.
كان أختوت واحدًا من أسياد تشاكان إيتزا، المقاطعة الشمالية لمملكة الإيتزا المحتلة. بعد الغزو، انتقل أختوت من الضفة الشمالية لبحيرة بيتين إيتزا إلى مومبانا، وهي منطقة تقع بين بحيرة ياكساها وأطلال تيكال. وعقب سنوات من الغزو، تحولت مومبانا لمنطقة لجوء ضد الإسبان، وكان هناك حرب بينهم وبين اللاجئين من الكووه في الجنوب.

### المجتمعات الاستعمارية حول بحيرة بيتين إيتزا
في وقت سقوط نوخبيتين، تُشير التقديرات إلى أن عدد سكان المايا حول بحيرة بيتين إيتزا كان حوالي ستين ألف نسمة، بما في ذلك العديد من السكان الأصليين اللاجئين من مناطق أخرى. وتُشير التقديرات أيضًا إلى أن ثمان وثمانين بالمئة من السكان قد لقوا حتفهم في السنوات العشر الأولى من الحكم الاستعماري، وذلك نتيجة الأمراض والحروب. على الرغم من أن الأمراض كانت هي المسئولة عن معظم الوفيات، إلا أنه البعثات التوسعية الإسبانية والحروب الداخلية بين مجموعات السكان الأصليين المختلفة كان لها تأثير كبير أيضًا.
بين عامي 1702 و1703، أسس القساوسة الكاثوليك في يوكاتان العديد من البعثات إلى بحيرة بيتين إيتزا وما حولها. وتركزت الإنشاءات الأولى على ما يسمى المجتمعات الاستعمارية والتي سميت باسم أكستوس، حتى تغير اسمها إلى سان خوسيه، وأيضًا تم إنشاء بلدة أخرى باسم سان أندريس، والاثنين كانوا على الشاطئ الشمالي للبحيرة. أولًا، تم إخضاع المنطقة بواسطة أحد ضباط أورسو، كريستوفر دي سولوجايسوتا، ثم تم نقل رعايتهم إلى الرهبان الدومنيكان للبدء في عملية تحويلهم للمسيحية. أُعُيد توطين الناجين من الإيتزا والكووه في مستعمرات جديدة بمزيج من القوة والإقناع. تمرد الزعماء الأصليين في هذه البعثات ضد السلطات الإسبانية في عام 1704 ونجحوا تقريبًا في استعادة نوخبيتين، ولكن تم إخماد نار التمرد على الرغم من التخطيط الجيد له. ونتيجة لذلك، فقد تم إعدام قادة التمرد، وتم التخلي عن معظم البعثات؛ وبحلول عام 1708 لم يكن هناك سوى حوالي ستة آلاف من المايا في وسط بيتين. فشل إنشاء تلك التجمعات القروية إلى حد كبير لأن المبشرين المسئولين عن تحويل السكان لم يكونوا على علم بلغة الإيتزا.

## تراث الغزو
استخدم مارتين دي أورثوا غزو مملكة الإيتزا كنقطة انطلاق للوصول إلى منصب مرموق وهو القائد العام للفلبين، المنصب الذي تولاه عام 1709. قلصت الأمراض التي أدخلها الأوروبيين عدد السكان الأصليين إلى حد كبير في بيتين، وتفاقمت أثارها بسبب التأثير النفسي الذي نتج عن الهزيمة العسكرية. كان عدد السكان الأصليين حول بحيرى بيتين إيتزا حوالي 20040 ألف نسمة في عام 1697. وبحلول 1714، أحصى التعداد حوالي ثلاثة آلاف نسمة في بيتين، بما في ذلك غير الأصليين. ربما لم يشمل هذا العدد ما أطلق عليهم المتوحشون، وهو ما سمي به الأصليين الذين يعيشون في الغابة خارج سيطرة السلطات الاستعمارية. في عام 1700، تم ملئ الرئاسة الاستعمارية في بيتين بواسطة المستعمرات والجنود والمحكومين. خلال النصف الثاني من القرن الثامن عشر، خضع الذكور البالغين من الأصليين إلى الضريبة بشكل مبالغ فيه، وكثيرًا ما اضطروا للعمل في السخرة لتسديد الديون. ظل غرب بيتين والأراضي المجاورة لتشياباس قليلة الكثافة السكانية، وتجنب شعب المايا أي اتصال مع الإسبان.
عُدت سان خوسيه، الموجودة على الشاطئ الشمالي الغربي لبحيرة بيتين إريتزا، آخر موطن للمتحدثين بلغة الإيتزا. ولا يزال اسم الكووه موجودًا إلى الآن، ولكن تم دمج الكووه والإيتزا ولم يعودوا موجودين كجماعات أصلية متفرقة. في العصر الحديث، هناك صراع بين سان خوسيه، البلدة القديمة لشعب تشاكوكوت الإيتزا، وبين سان أندريس، البلدة القديمة لشعب التشاكان، حلفاء الكووه؛ ومن المحتمل أن يكون ذلك هو ما سبب الصراع القديم بين الإيتزا والكووه.